# 13. Juli
Der 13. Juli ist der 194. Tag des gregorianischen Kalenders (der 195. in Schaltjahren), somit bleiben 171 Tage bis zum Jahresende.

## Ereignisse

### Politik und Weltgeschehen
- 0982: In der Schlacht bei Crotone in Kalabrien unterliegt Kaiser Otto II. den Sarazenen, was in weiterer Folge zu einer Schwächung der kaiserlichen Autorität führt. Die Sarazenen erleiden jedoch so schwere Verluste, dass sie sich nach Sizilien zurückziehen.
- 1254: In Mainz wird der erste Rheinische Städtebund gegründet.
- 1260: In der Schlacht an der Durbe wird ein Heer des Deutschen Ordens von schamaitischen Litauern geschlagen, was letztlich den Großen Prußenaufstand auslöst.

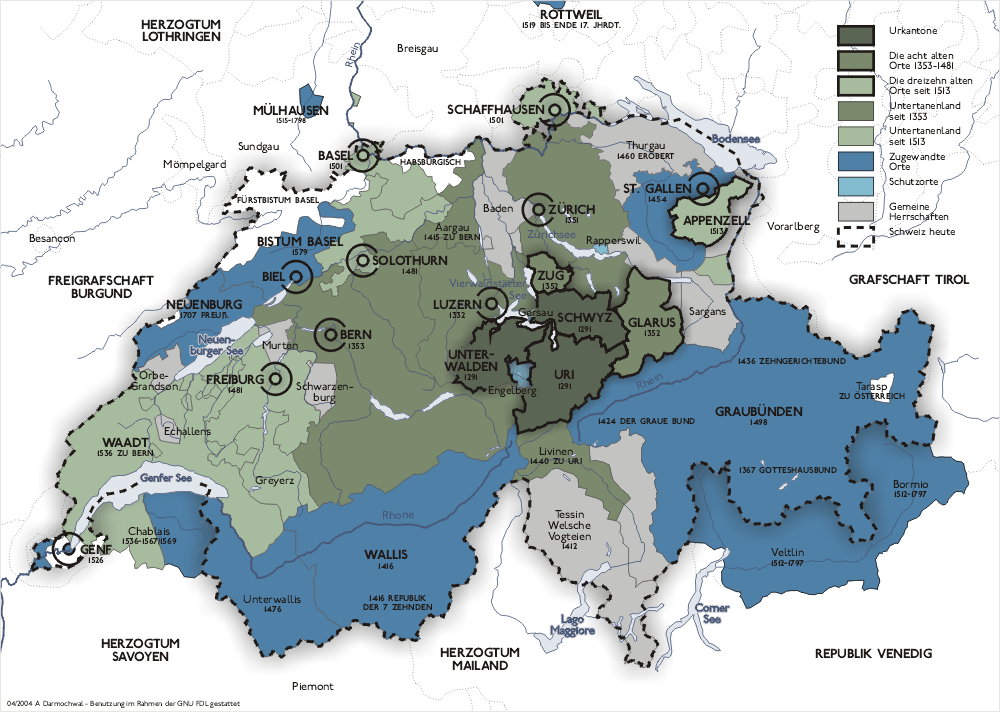
1501: Die Alte Eidgenossenschaft 1315–1513

- 1501: Basel tritt als Kanton der Alten Eidgenossenschaft bei.

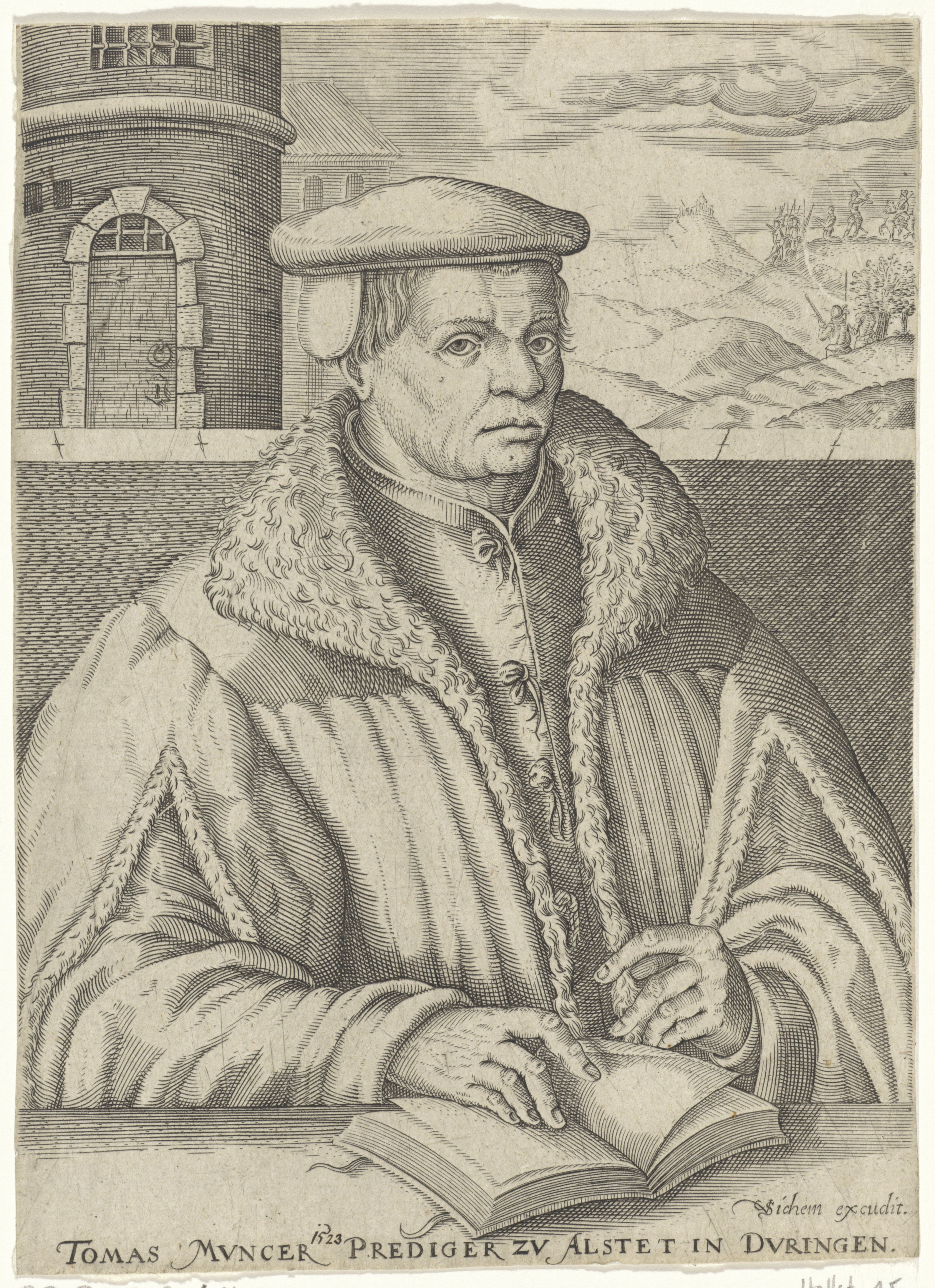
1524: Thomas Müntzer

- 1524: Thomas Müntzer hält seine Fürstenpredigt vor dem späteren sächsischen Kurfürsten Johann und dessen Sohn Johann Friedrich, in der er soziale Missstände anprangert und die Einführung der Reformation fordert.
- 1558: Die Truppen Philipps II. von Spanien besiegen jene Heinrichs II. von Frankreich in der Schlacht bei Gravelines und ebnen dadurch den Weg zum Frieden von Cateau-Cambrésis, der die Italienischen Kriege nach mehr als einem halben Jahrhundert beendet.
- 1573: Nach einer siebenmonatigen Belagerung im Verlauf des Achtzigjährigen Krieges kapituliert die Festung Haarlem vor den spanischen Truppen unter Fadrique Álvarez de Toledo. Die Spanier exekutieren den gefangenen Gouverneur und einen Großteil der niederländischen Garnison.
- 1633: Die Besatzung der im Dreißigjährigen Krieg 1625 von kaiserlichen Einheiten eingenommenen Stadt Hameln kapituliert nach rund viermonatiger Belagerung gegenüber protestantisch-schwedischen Truppen unter Herzog Georg von Braunschweig-Lüneburg.

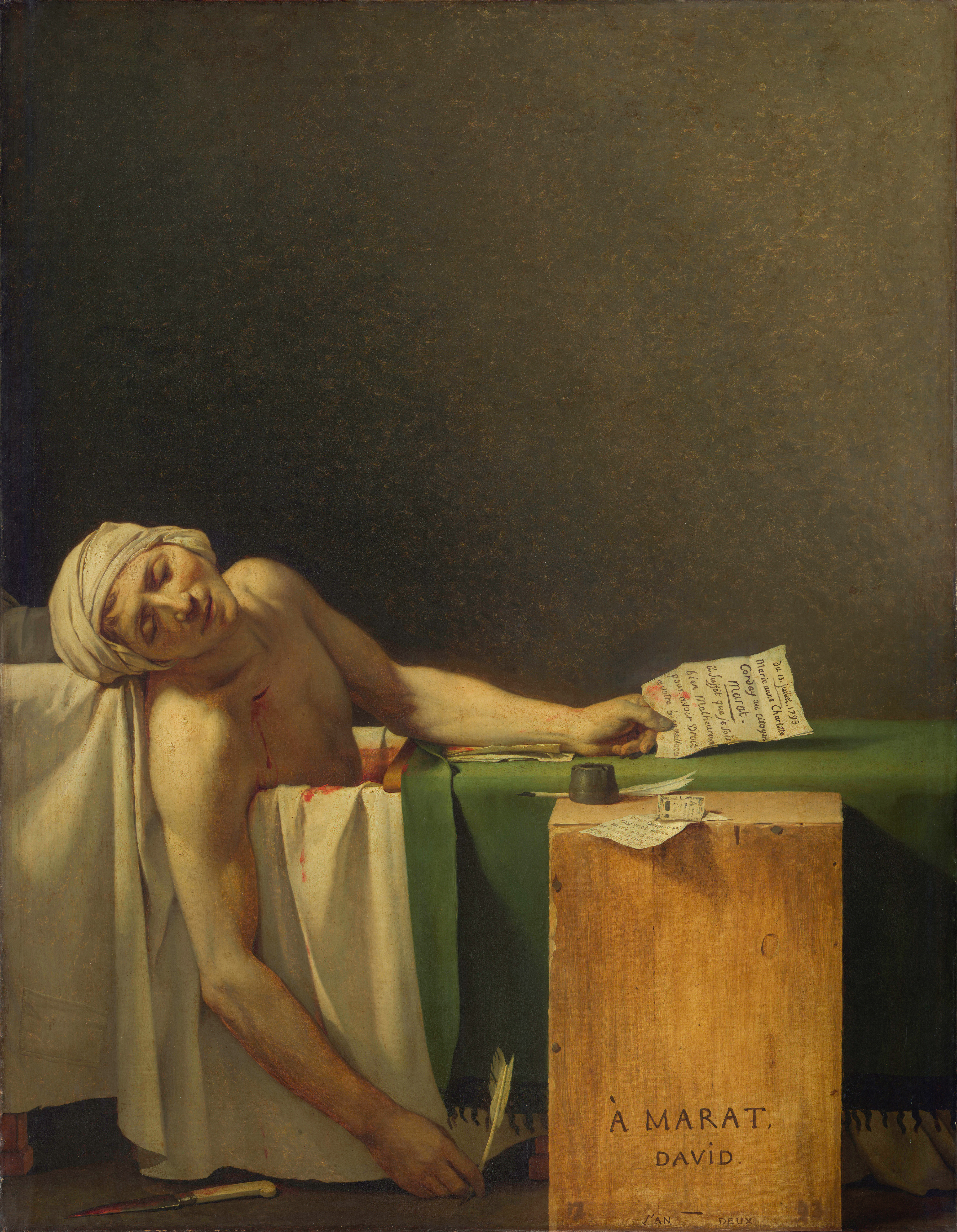
1793: Der Tod des Marat

- 1793: Französische Revolution: Jean Paul Marat wird von Charlotte Corday in der Badewanne erstochen.
- 1814: Durch einen Erlass Viktor Emanuels I., des Königs von Sardinien-Piemont, werden die Carabinieri als Waffengattung mit militärischen und polizeilichen Aufgaben ins Leben gerufen.
- 1841: Im Meerengenvertrag der europäischen Großmächte mit dem Osmanischen Reich wird die Passage von Kriegsschiffen durch die Dardanellen verboten, ausgenommen türkische Kriegsschiffe und – im Kriegsfall – Schiffe der Verbündeten des Sultans.
- 1854: Arbeiter- und Arbeiterbildungsvereine werden auf Beschluss des Bundestages im Deutschen Bund verschärfter Verfolgung ausgesetzt.
- 1854: Der Abenteurer und Vertreter des Panlatinismus Gaston de Raousset-Boulbon versucht mit 400 Freiwilligen, die Stadt Guaymas im mexikanischen Staat Sonora einzunehmen und dort einen eigenen Staat zu gründen, wird aber geschlagen und vier Wochen später hingerichtet.

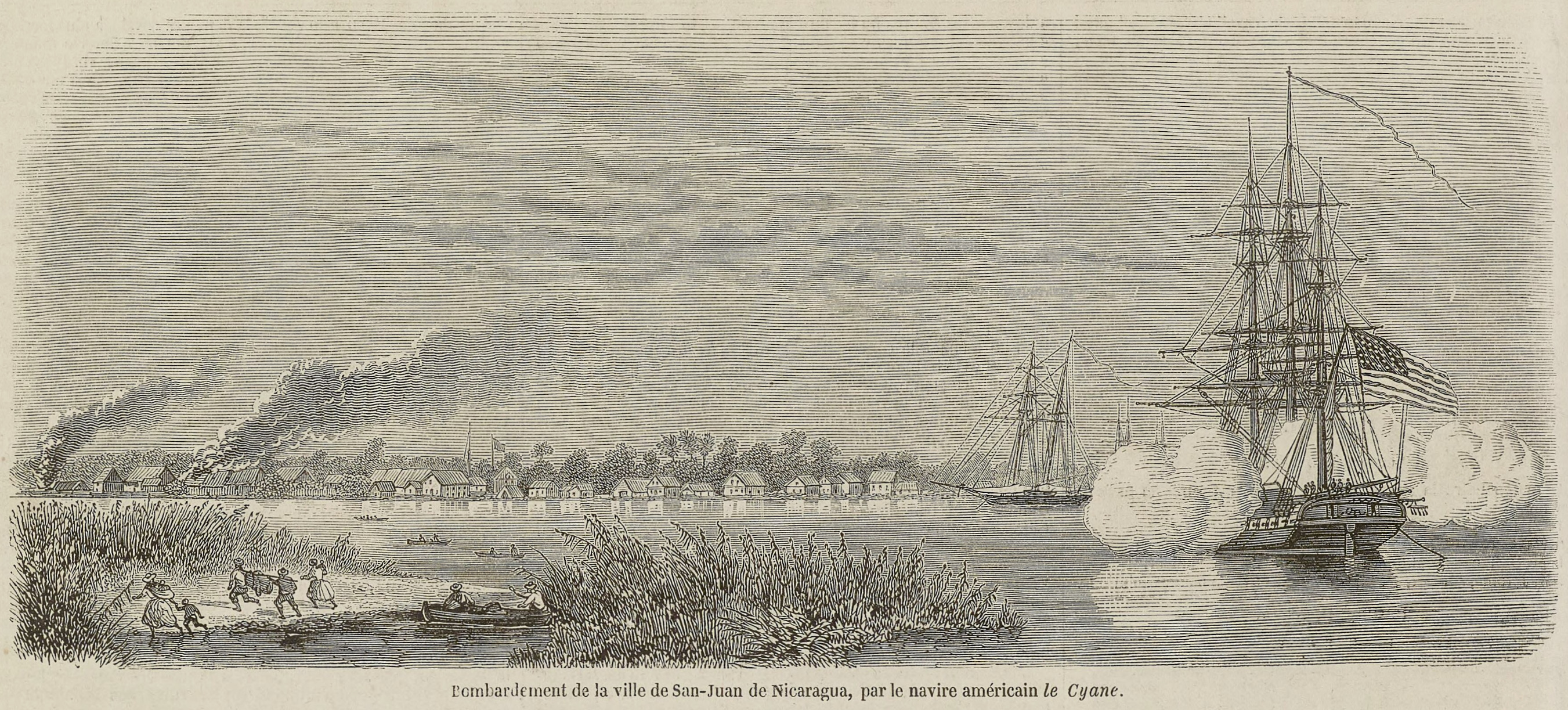
1854: Bombardierung von Greytown durch die USS Cyane

- 1854: Die nicaraguanische Kleinstadt Greytown wird durch Beschuss des US-amerikanischen Kriegsschiffes USS Cyane vollständig zerstört. Anlass für die Bombardierung ist die Verhaftung eines US-amerikanischen Staatsbürgers.
- 1863: Beginn der Draft Riots in New York City gegen die neu eingeführte Allgemeine Wehrpflicht und die Befreiung der Sklaven.
- 1868: Im Norddeutschen Bund wird das Gesetz, betreffend den Betrieb der stehenden Gewerbe bekanntgemacht. Dadurch entfällt das Recht der Zünfte, jemanden vom Gewerbe auszuschließen. Allerdings ergibt sich aus § 5, dass bestehende polizeiliche Beschränkungen für die Gewerbefreiheit in Kraft bleiben.
- 1870: Otto von Bismarck lässt die Emser Depesche veröffentlichen, die in der Folge zum Deutsch-Französischen Krieg führt.
- 1878: Der Berliner Kongress endet. Er ordnet die politischen Verhältnisse auf dem Balkan und in Armenien nach dem Russisch-Türkischen Krieg neu. Rumänien, Serbien und Montenegro werden souverän, Zypern wird vom Osmanischen Reich an Großbritannien verpachtet.
- 1893: Während des Französisch-Siamesischen Krieges kommt es zu einem Schusswechsel zwischen dem siamesischen Fort in Pak Nam und französischen Kanonenbooten, die den Mae Nam Chao Phraya (Chao-Phraya-Fluss) in Richtung der siamesischen Hauptstadt Bangkok befahren.
- 1900: Burenkämpfer bringen Großbritannien im Zweiten Burenkrieg bei Nitralsnek und Derdepoort zwei Niederlagen bei, bei denen die Briten große Verluste erleiden.
- 1909: Gegen die absolutistischen Restaurationsbestrebungen des Schahs von Persien, Mohammed Ali Schah, kämpfende Konstitutionalisten erreichen die Hauptstadt Teheran.
- 1920: In Triest verüben italienische Faschisten einen Brandanschlag auf das Kulturzentrum Narodni dom der slowenischen Bevölkerung. In der Stadt herrschen nach der angelaufenen Zwangsitalianisierung Spannungen.

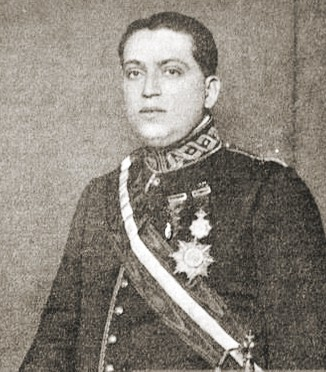
1936: José Calvo Sotelo

- 1936: Der spanische Oppositionspolitiker José Calvo Sotelo wird von Angehörigen der Guardia de Asalto und der Guardia Civil ermordet. Vier Tage nach seinem Tod beginnt der Spanische Bürgerkrieg.
- 1943: Die Seeschlacht bei Kolombangara während des Zweiten Weltkrieges endet mit einem Sieg der Japaner.
- 1943: Das Unternehmen Zitadelle, der Kampf um Kursk während des Russlandfeldzuges im Zweiten Weltkrieg, wird nach einer sowjetischen Gegenoffensive von den deutschen Truppen abgebrochen.
- 1992: Das Bundesverfassungsgericht bestätigt die Anerkennung der Oder-Neiße-Linie als verfassungsgemäß.
- 2000: Der für seine harten Urteile bekannte Hamburger Richter Ronald Schill gründet die Partei Rechtsstaatlicher Offensive.

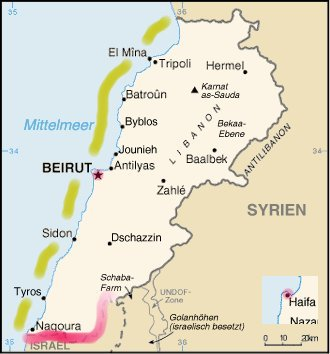
2006: Karte des Israel-Libanon-Konflikts; gelb: Seeblockade Israels, rot: Kampfzone

- 2006: Nach der Entführung zweier israelischer Soldaten durch Hisbollah-Milizen verhängt Israel eine Seeblockade und fliegt Luftangriffe gegen den Libanon.
- 2008: Mit einer Zeremonie in Paris wird die Union für den Mittelmeerraum, eine Gemeinschaft zwischen den Mitgliedsstaaten der Europäischen Union und den Mittelmeeranrainerstaaten, gegründet. Die Union ersetzt den bisherigen Barcelona-Prozess.
- 2009: Die Staatsanwaltschaft München I erhebt Anklage gegen John Demjanjuk wegen Beihilfe zum Mord in 27.900 Fällen. Der Ukrainer ist während des Zweiten Weltkriegs als Aufseher im Vernichtungslager Sobibor tätig gewesen.
- 2016: Nach dem Rücktritt David Camerons ernennt Königin Elisabeth II. die bisherige Innenministerin Theresa May zur neuen Premierministerin des Vereinigten Königreichs.
- 2024: Der ehemalige US-Präsident Donald Trump wird bei einem Attentat während einer Wahlkampfveranstaltung zur Präsidentschaftswahl angeschossen und verletzt.

### Wirtschaft

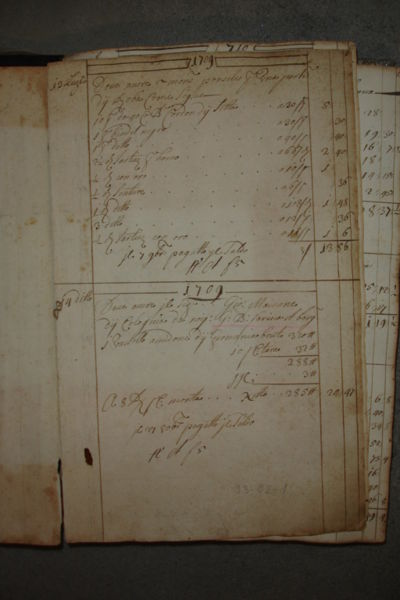
1709: Erste Journalseite von G. B. Farina

- 1709: In Köln wird das Geschäft G. B. Farina gegründet, aus dem nach Erfindung des „Eau de Cologne“ durch Johann Maria Farina der Parfumhersteller Johann Maria Farina gegenüber dem Jülichs-Platz hervorgeht, heute die älteste Parfüm-Fabrik der Welt.
- 1923: Eine Maklerfirma wirbt mit dem Schriftzug „Hollywoodlands“ in Los Angeles für Immobilienkäufe. Das bekannte Hollywood Sign bleibt ab 1949 schließlich hiervon erhalten.
- 1931: Die Darmstädter und Nationalbank bricht zusammen. Eine Abhebungswelle von Einlegern wird ausgelöst, das Deutsche Reich muss eine Finanzkrise bewältigen.
- 1960: Die Deutsche Bundesbank in Frankfurt am Main gewährt der Weltbank den höchsten Kredit, den diese bisher außerhalb der USA aufgenommen hat. Die Anleihe von 240 Mio. US-Dollar (etwa 1 Milliarde DM), rückzahlbar in zwölf Jahren mit einem Zinssatz von 4,5 %, wird für die wirtschaftliche Förderung unterentwickelter Länder aufgewendet.
- 1977: In ganz New York City und in Gebieten des Countys Westchester kommt es in der Nacht durch Blitzeinschläge zu einem großen Stromausfall.
- 1990: Als Rechtsnachfolger der Gosbank wird die Bank Rossii als Zentralbank Russlands gegründet.
- 2005: Aus dem dänischen Billund wird mitgeteilt, dass die US-amerikanische Blackstone Group für 375 Millionen Euro vom Lego-Konzern die vier Legoland-Parks erwirbt. Sie werden in die neue Merlin Entertainments Group eingebracht, an der sich die Lego-Eigentümer mit einem 30-Prozent-Anteil beteiligen.
- 2005: Die EU genehmigt die Übernahme von VA Technologie, dem größten österreichischen Technologiekonzern, durch die deutsche Siemens AG.

### Wissenschaft und Technik
- 1772: James Cook beginnt von Plymouth aus seine zweite Südseereise.

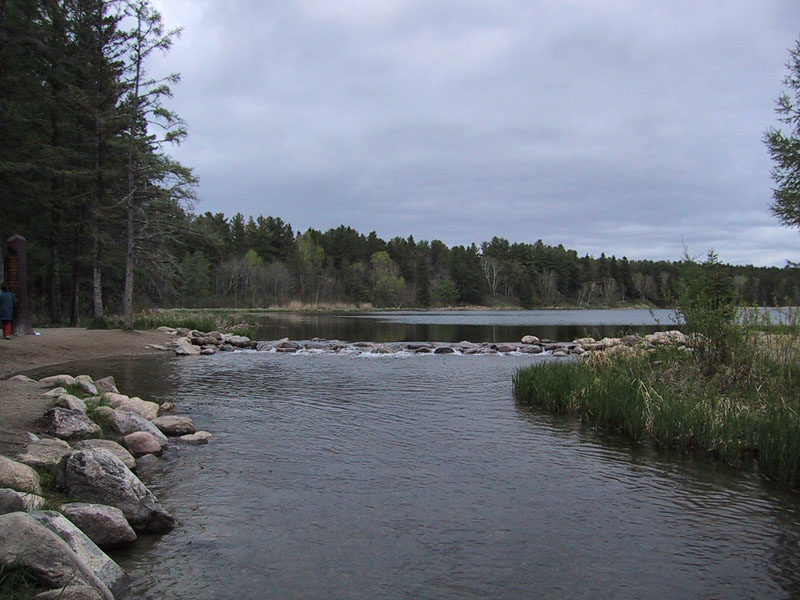
1832: Lake Itasca

- 1832: Henry Rowe Schoolcraft findet mit dem Lake Itasca die Quellen des Mississippi River.

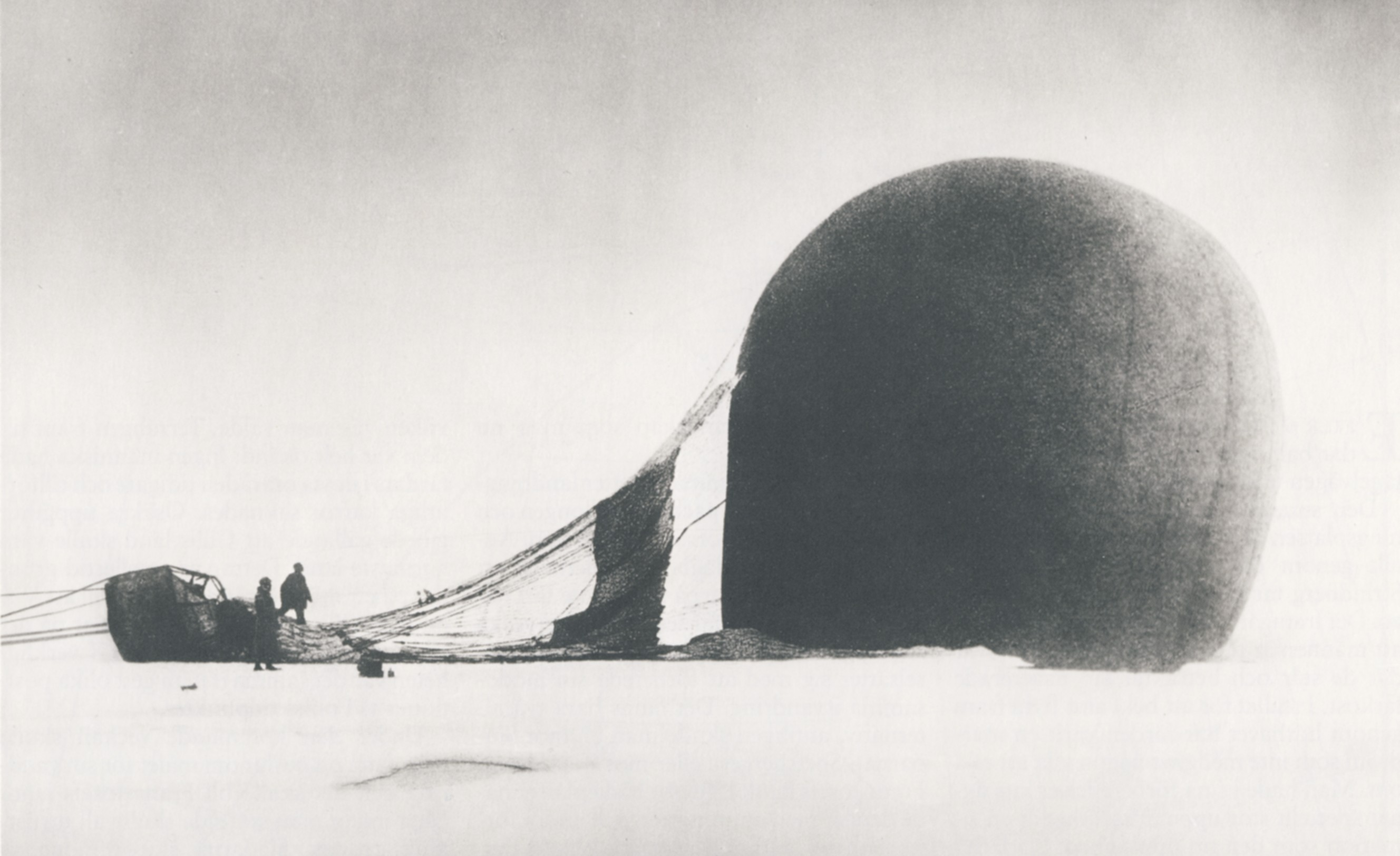
1897: Andrées abgestürzter Ballon

- 1897: Nach nur zwei Tagen in der Luft muss der Gasballon der Polarexpedition mit den schwedischen Polarforschern Salomon August Andrée, Nils Strindberg und Knut Frænkel an Bord notlanden. Sie machen sich zu Fuß auf den Weg über das Eis.
- 1910: Das Prallluftschiff Erbslöh stürzt bei Pattscheid, Nähe Leverkusen, ab. Es sterben alle fünf an Bord befindlichen Personen, darunter auch der Luftfahrtpionier und Namensgeber Oskar Erbslöh.
- 1919: Das britische Starrluftschiff R34 vollendet die erste Nonstop-Transatlantikfahrt in beiden Richtungen. Am 2. Juli zur Hinfahrt in die USA gestartet ankert das Luftfahrzeug nun nach 75-stündiger Rückfahrt in Norfolk.
- 1956: Die Erste Dartmouth Conference beginnt. Auf ihr prägte John McCarthy den Begriff artificial intelligence („Künstliche Intelligenz“).

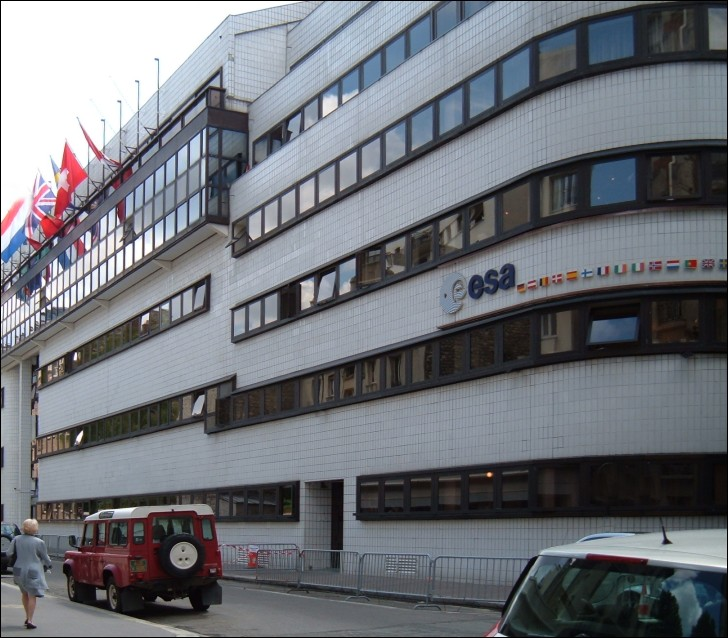
1980: Die ESA-Hauptverwaltung in Paris

- 1957: In Göttingen wird das Max-Planck-Institut für Geschichte eröffnet. Seit April 2007 heißt es „MPI zur Erforschung multireligiöser und multiethnischer Gesellschaften“
- 1980: Die Europäische Weltraumorganisation (ESA) genehmigt in Paris das Projekt Giotto: Eine mit der Ariane-Rakete gestartete Raumsonde soll die Flugbahn des Halleyschen Kometen kreuzen, der 1986 unser Sonnensystem durchquert.
- 2000: Bei Ausgrabungen in Weliki Nowgorod wird der Nowgoroder Kodex gefunden. Das Wachstafelbuch ist das bislang älteste entdeckte Buch der Rus.

### Kultur
- 1656: Die Uraufführung der Oper Theti, favola dramatica von Antonio Bertali findet an der Hofburg zu Wien statt.
- 1954: In Deutschland wird mit Ewald Balser in der Rolle des Professors Ferdinand Sauerbruch der Arztfilm Sauerbruch – Das war mein Leben uraufgeführt.
- 1985: Das von Bob Geldof initiierte Konzert Live Aid findet in Großbritannien und den USA parallel statt.

1989: Opéra Bastille

- 1989: Die Opéra Bastille an der Place de la Bastille in Paris wird mit dem von Robert Wilson inszenierten Stück La nuit avant le jour (Die Nacht vor dem Tag) in Anwesenheit zahlreicher Staatsoberhäupter eingeweiht.

### Gesellschaft

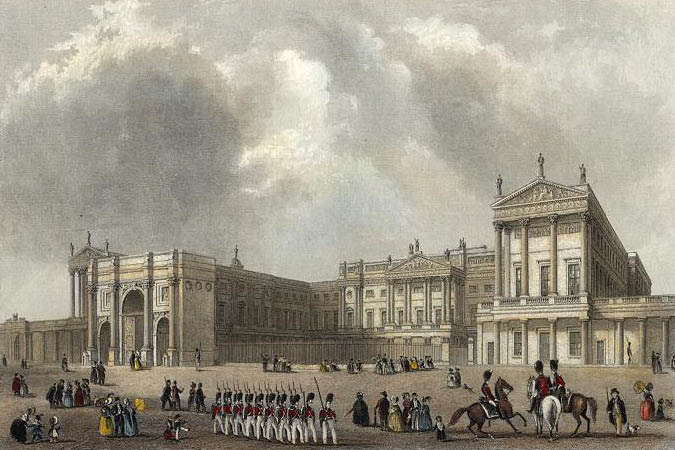
1837: Buckingham Palace

- 1837: Der Buckingham Palace wird mit dem Einzug der Königin Victoria offiziell zur künftigen Hauptresidenz der britischen Monarchen.
- 1846: Der Kronprinz und spätere König Karl I. von Württemberg heiratet Olga Nikolajewna Romanowa, die Tochter des russischen Zaren Nikolaus I.
- 1955: Die 28-jährige Ruth Ellis ist die letzte Frau in Großbritannien, die als Mörderin am Strang hingerichtet wird.

### Religion
- 1876: Die anlässlich der Marpinger Marienerscheinungen versammelte betende und singende Pilgerschar wird gewaltsam durch preußisches Militär aufgelöst.
- 1949: Papst Pius XII. droht jenen Katholiken die Exkommunikation an, die einer kommunistischen Partei beitreten, kommunistische Bücher oder Zeitschriften herausgeben, sie lesen oder verfassen.

### Katastrophen
- 2000: In der chinesischen Provinz Shaanxi begräbt eine Schlammlawine ein ganzes Dorf. 120 Menschen sterben.
- 2000: Ein durch starke Regenfälle ausgelöster Erdrutsch begräbt das Armenviertel von Bombay, Indien und fordert etwa 250 Todesopfer.

Kleinere Unglücksfälle sind in den Unterartikeln von Katastrophe und in der Liste von Katastrophen aufgeführt.

### Sport
- 1861: Gründung des Thüringer Schützenbund in Gotha.

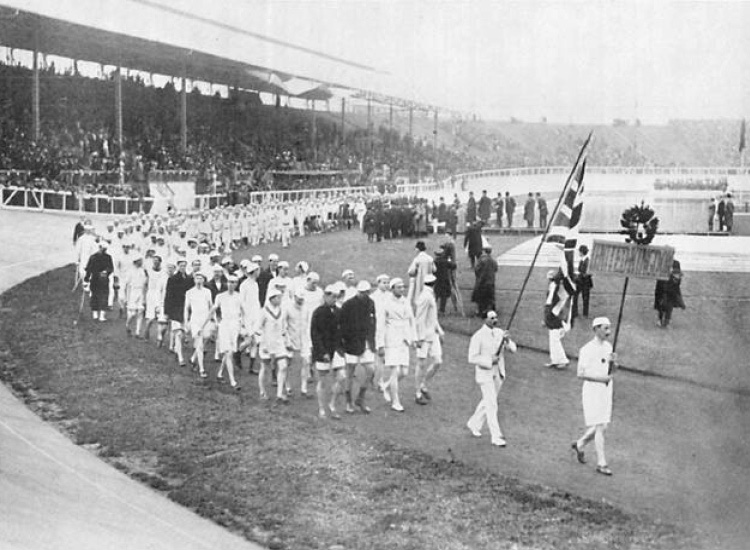
1908: Eröffnungsfeier des Hauptteils der Spiele

- 1908: Zu Beginn der beiden „Stadionwochen“ der IV. Olympischen Sommerspiele in London, die eigentlich schon am 27. April begonnen haben, findet eine feierliche Eröffnungsfeier statt.
- 1930: Die erste Fußball-Weltmeisterschaft in Uruguay wird eröffnet. Im Auftaktspiel besiegt vor 1.000 Zuschauern Frankreich das Team Mexikos mit 4:1. Das erste Tor des Turniers erzielt der Franzose Lucien Laurent.
- 1977: Der bisher unbestiegene Ogre (7285 m) im Karakorum wird von Chris Bonington und Doug Scott bezwungen.
- 1985: In Paris überquert der ukrainische Stabhochspringer Serhij Bubka (für die Sowjetunion startend) in einem Hallenwettbewerb als Erster in seiner Sportart die Sechs-Meter-Marke.
- 2001: Die Volksrepublik China erhält den Zuschlag für die Olympischen Sommerspiele 2008.
- 2014: Im Finale der Fußball-Weltmeisterschaft in Brasilien besiegt Deutschland Argentinien mit 1:0 n. V. und wird damit zum vierten Mal Weltmeister.

Einträge von Leichtathletik-Weltrekorden befinden sich unter der jeweiligen Disziplin unter Leichtathletik.
Einträge zu Fußballweltmeisterschaftsspielen finden sich in den Unterseiten von Fußball-Weltmeisterschaft. Das Gleiche gilt für Fußball-Europameisterschaften.

## Geboren

### Vor dem 18. Jahrhundert

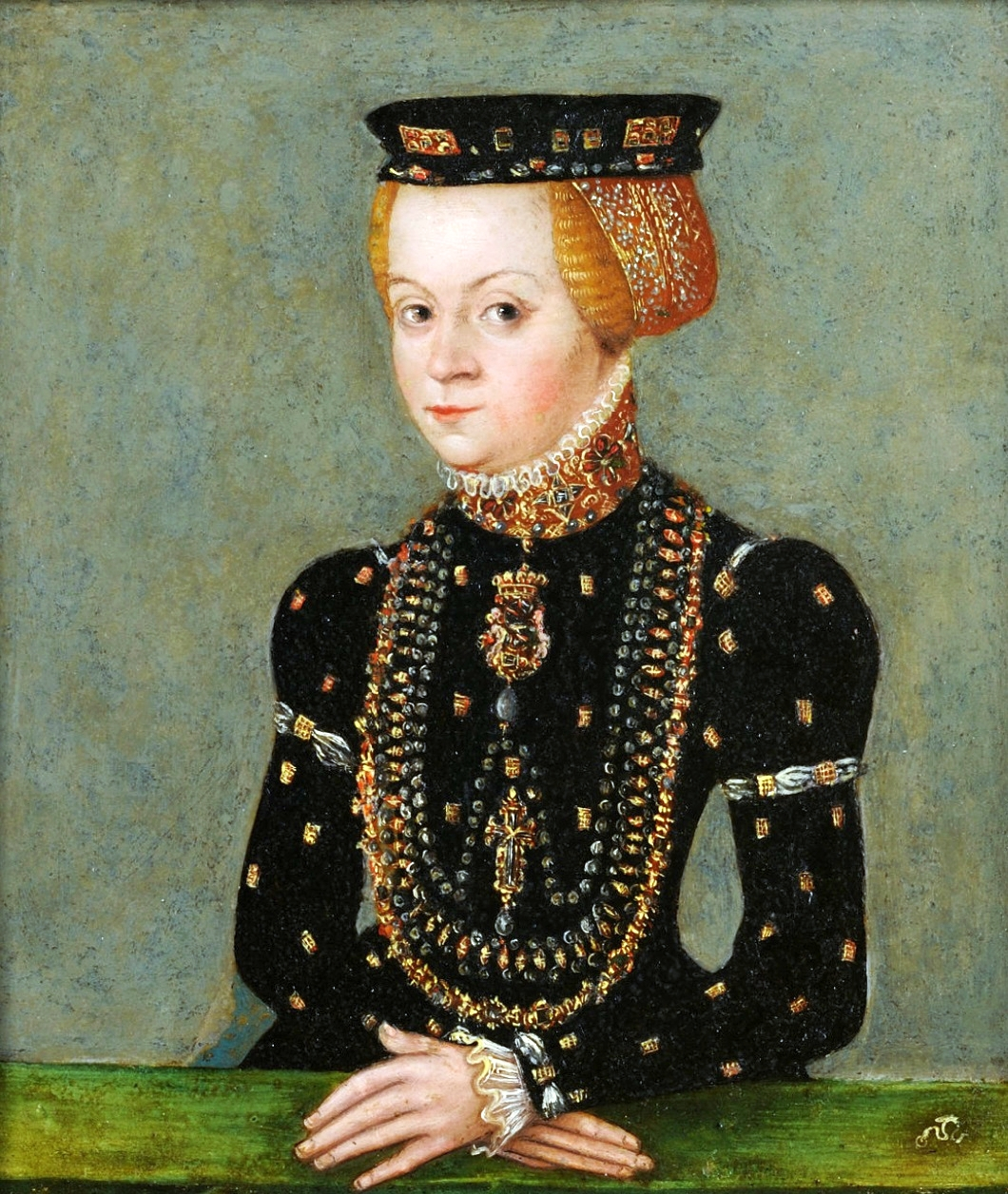
Sophia Jagiellonica (* 1522)

- 0100 v. Chr.: Gaius Iulius Caesar, römischer Staatsmann, Prokonsul, Konsul, Diktator, Feldherr und Autor
- 1487: Johann Ketzmann, deutscher lutherischer Theologe und Pädagoge
- 1519: Ulrich von Mordeisen, sächsischer Politiker und Diplomat
- 1522: Sophia Jagiellonica, polnische Prinzessin, Herzogin von Braunschweig-Wolfenbüttel

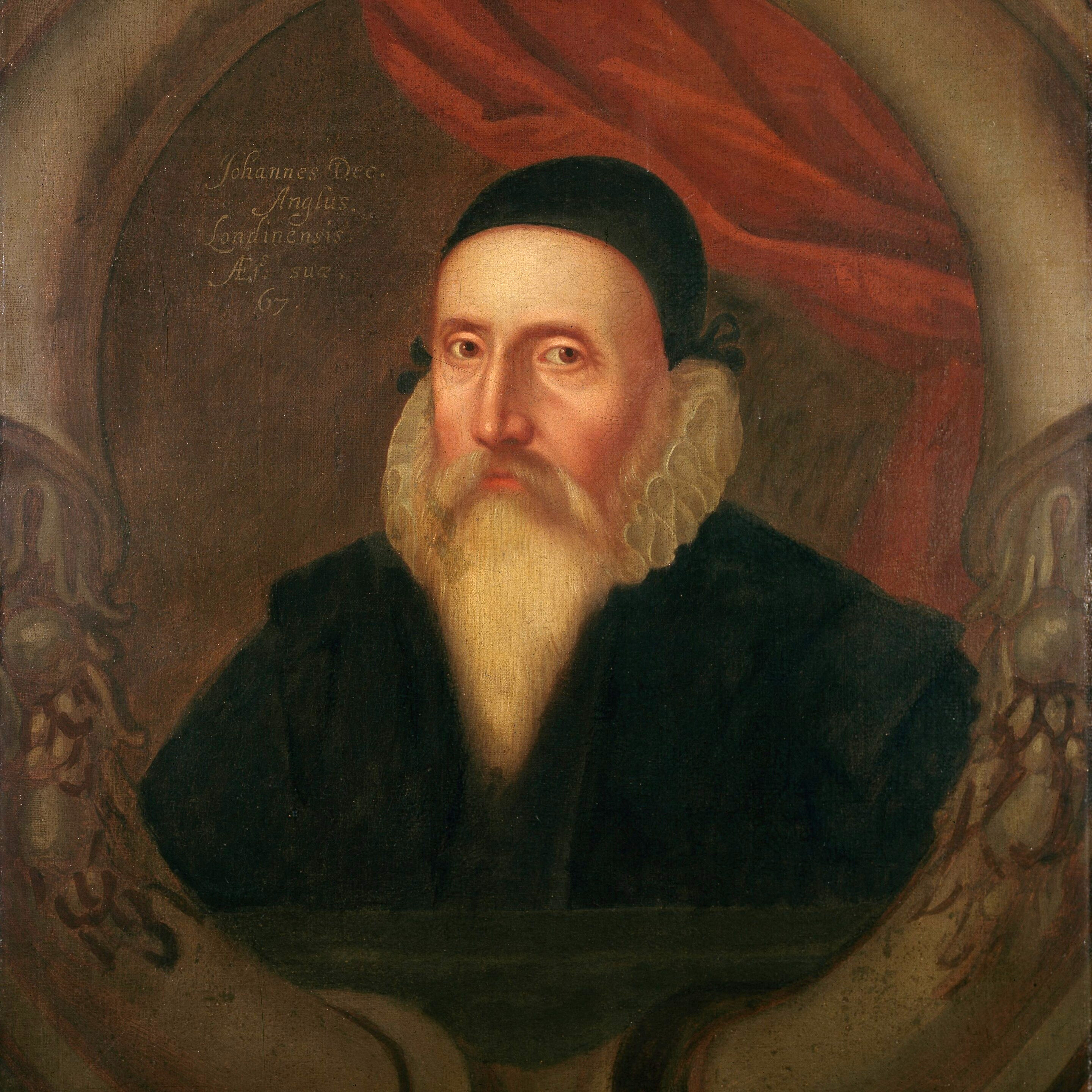
John Dee (* 1527)

- 1527: John Dee, englischer Universalgelehrter, Mathematiker, Astronom, Astrologe, Geograf, Mystiker und Alchemist
- 1579: Arthur Dee, englischer Arzt und Alchemist
- 1590: Clemens X., Papst
- 1607: Wenzel Hollar, böhmischer Kupferstecher, Radierer und Zeichner
- 1608: Ferdinand III. von Habsburg, deutscher Kaiser
- 1642: Johann Winckler, deutscher lutherischer Theologe und Hauptpastor zu St. Michaelis in Hamburg
- 1668: Karl Friedrich, Fürst von Anhalt-Bernburg
- 1677: Johann Georg, Herzog von Sachsen-Weißenfels und Fürst von Sachsen-Querfurt
- 1699: Franz Joseph Anton von Hahn, deutscher römisch-katholischer Geistlicher und Jurist

### 18. Jahrhundert
- 1707: Jakob Emele, süddeutscher Baumeister
- 1721: Felix Joseph de Abreu y Bertodano, spanischer Botschafter

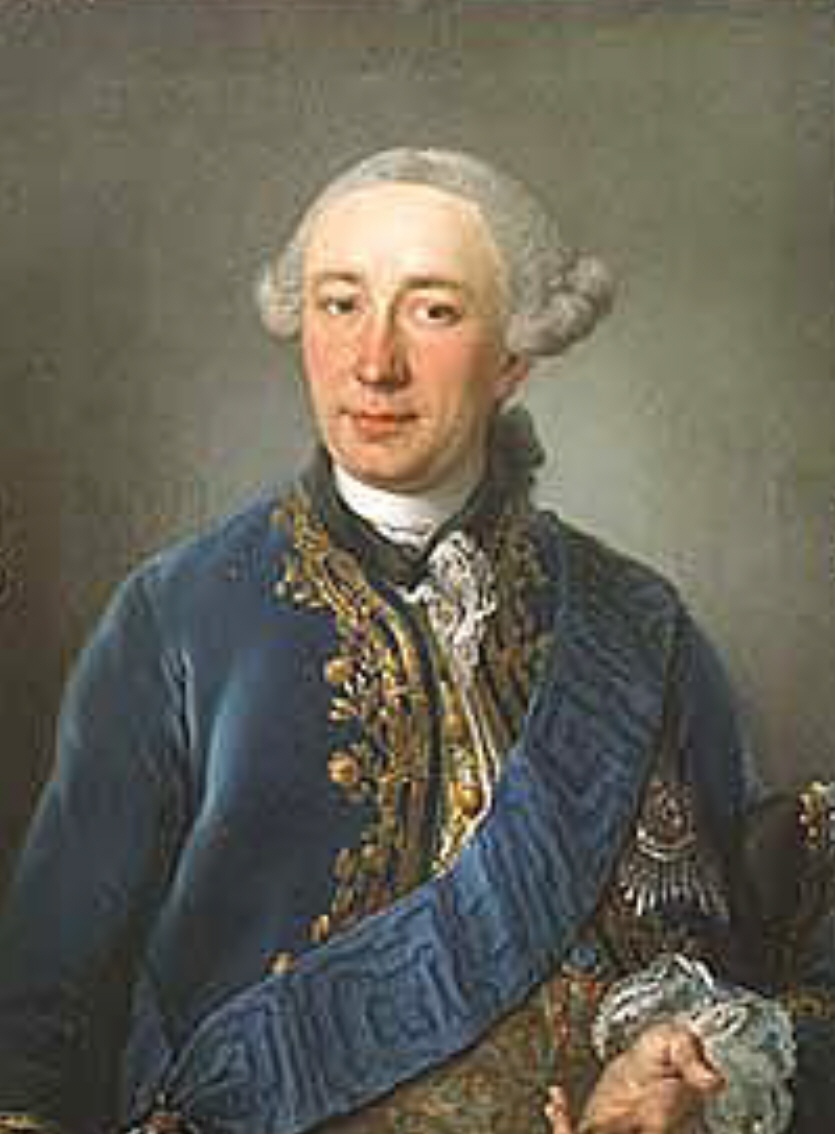
Heinrich Carl von Schimmelmann (* 1724)

- 1724: Heinrich Carl von Schimmelmann, holsteinisch-dänischer Graf, Kaufmann und Sklavenhändler
- 1733: Karl von Sachsen, Herzog von Kurland und Semgallen
- 1741: Ignaz Bärenkopf, ungarischer katholischer Hochschullehrer, Titularbischof und Autor
- 1741: Carl Friedrich Hindenburg, deutscher Mathematiker, Physiker und Philosoph
- 1754: Johann August von Veltheim, deutscher Offizier in britischen Diensten
- 1757: Thomas Rowlandson, britischer Maler und Karikaturist
- 1758: Heinrich Ludwig Smalian, deutscher Oberforstmeister
- 1764: Maria Catharina Tismar, deutsche Stiftungsgründerin
- 1767: Friedrich Adolf Krummacher, deutscher Theologe
- 1767: Josef Speckbacher, Tiroler Freiheitskämpfer
- 1768: Peter Joseph Imhoff, deutscher Bildhauer
- 1773: Wilhelm Heinrich Wackenroder, deutscher Schriftsteller
- 1776: Amalie Christiane, badische Prinzessin

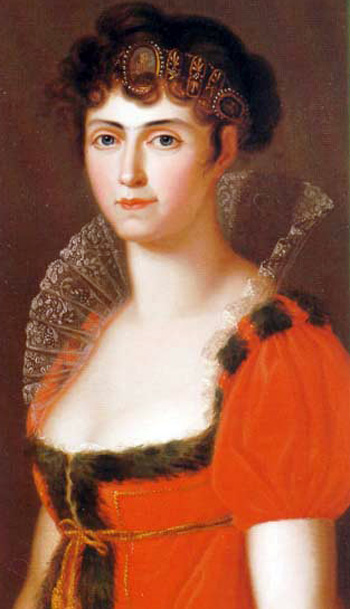
Karoline von Baden (* 1776)

- 1776: Karoline von Baden, Königin des Königreichs Bayern
- 1779: William Hedley, britischer Grubendirektor
- 1783: August I., Großherzog von Oldenburg
- 1783: James Tannock, schottischer Porträtmaler
- 1786: Julie Mihes, österreichische Malerin und Ordensfrau
- 1786: Ludwig von Taubadel, preußischer Landrat
- 1787: Alois Schertzinger, deutscher Uhrmacher, Mitbegründer der Siedlung Sarata
- 1793: John Clare, britischer Naturdichter
- 1796: Johann Jakob Kirchhoff, deutscher Maler, Illustrator und Lithograf
- 1798: Charlotte von Preußen, russische Zarin

### 19. Jahrhundert

#### 1801–1850

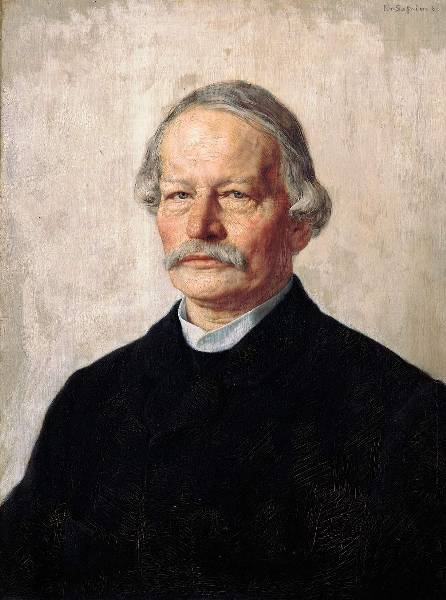
Gustav Freytag (* 1816)

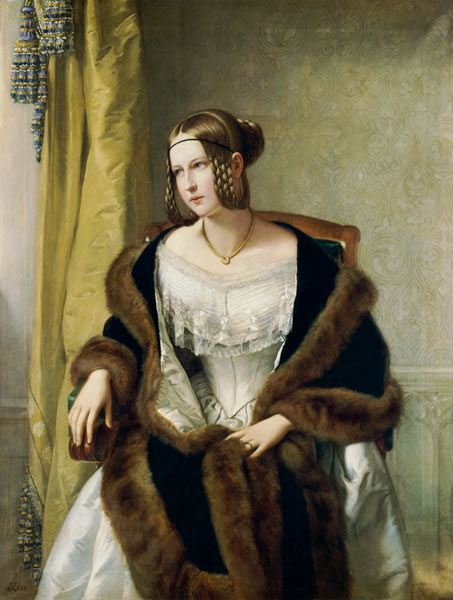
Marie von Bernus (* 1819)

- 1808: Antonio Arenas Merino, Präsident von Peru
- 1809: Jacob Aicher von Aichenegg, österreichischer Jurist und Politiker
- 1811: George Gilbert Scott, britischer Architekt
- 1813: Nikolai Leontjewitsch Benois, russischer Architekt
- 1813: Theophil von Hansen, dänisch-österreichischer Baumeister und Architekt des Klassizismus und Historismus
- 1816: Gustav Freytag, deutscher Dichter, Historiker und Journalist
- 1817: Franz Leopold Sonnenschein, deutscher Chemiker
- 1819ː Marie von Bernus, deutsche Adlige, Ehefrau von Franz Jakob Alfred Bernus
- 1825: Anton Springer, deutscher Kunsthistoriker
- 1821: Nathan Bedford Forrest, US-amerikanischer Plantagenbesitzer, General der Konföderierten im Sezessionskrieg, Ku-Klux-Klan Anführer
- 1834: Konrad Beyer, deutscher Dichter und Literaturhistoriker
- 1835: Franz Umpfenbach, deutscher Altphilologe
- 1841: Otto Wagner, österreichischer Architekt, Architekturtheoretiker und Stadtplaner Wiens
- 1846: Jelisaweta Fjodorowna Zwanziger, deutsch-russische Sopranistin und Gesangspädagogin
- 1847: Leopoldina von Brasilien, Prinzessin von Brasilien

#### 1851–1900
- 1852: Franz Oppenheim, deutscher Chemiker und Industrieller
- 1855: Hartvig Nissen, norwegischer Sportpädagoge
- 1856: Gustav Hauser, deutscher Pathologe und Bakteriologe
- 1858: Cesare Pollini, italienischer Pianist, Komponist, Dirigent, Musikpädagoge und Konzertveranstalter
- 1858: Otto Rossbach, deutscher Altphilologe und Archäologe
- 1858: Emil Strub, Schweizer Konstrukteur, Ingenieur, Bahnbauer und Erfinder

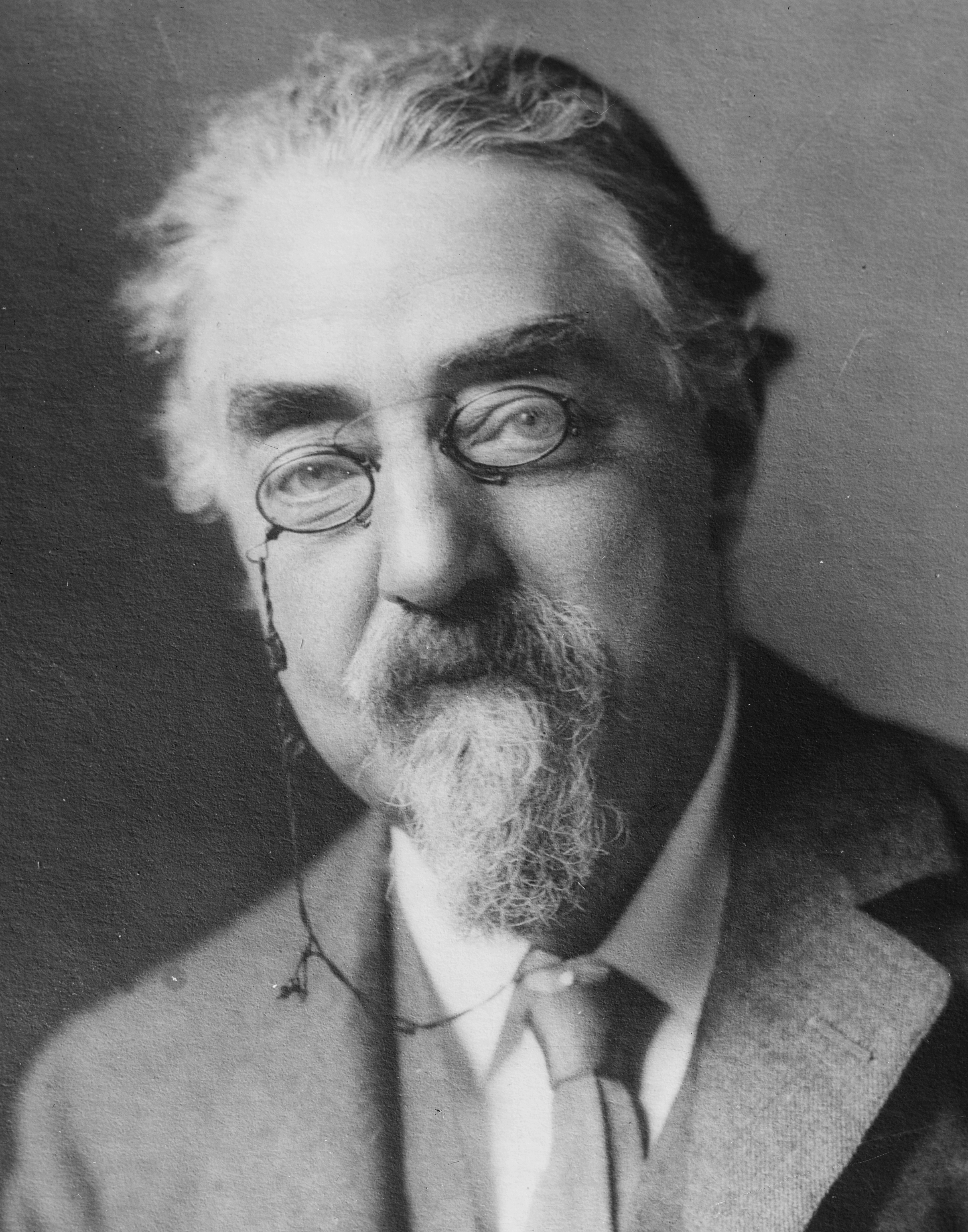
Sidney James Webb (* 1859)

- 1859: Sidney Webb, 1. Baron Passfield, britischer Sozialwissenschaftler und Politiker, mehrfacher Minister
- 1861: Ludwig Edenhofer junior, deutscher Orgelbauer und Cellist
- 1861: Maria Anna von Portugal, Großherzogin von Luxemburg

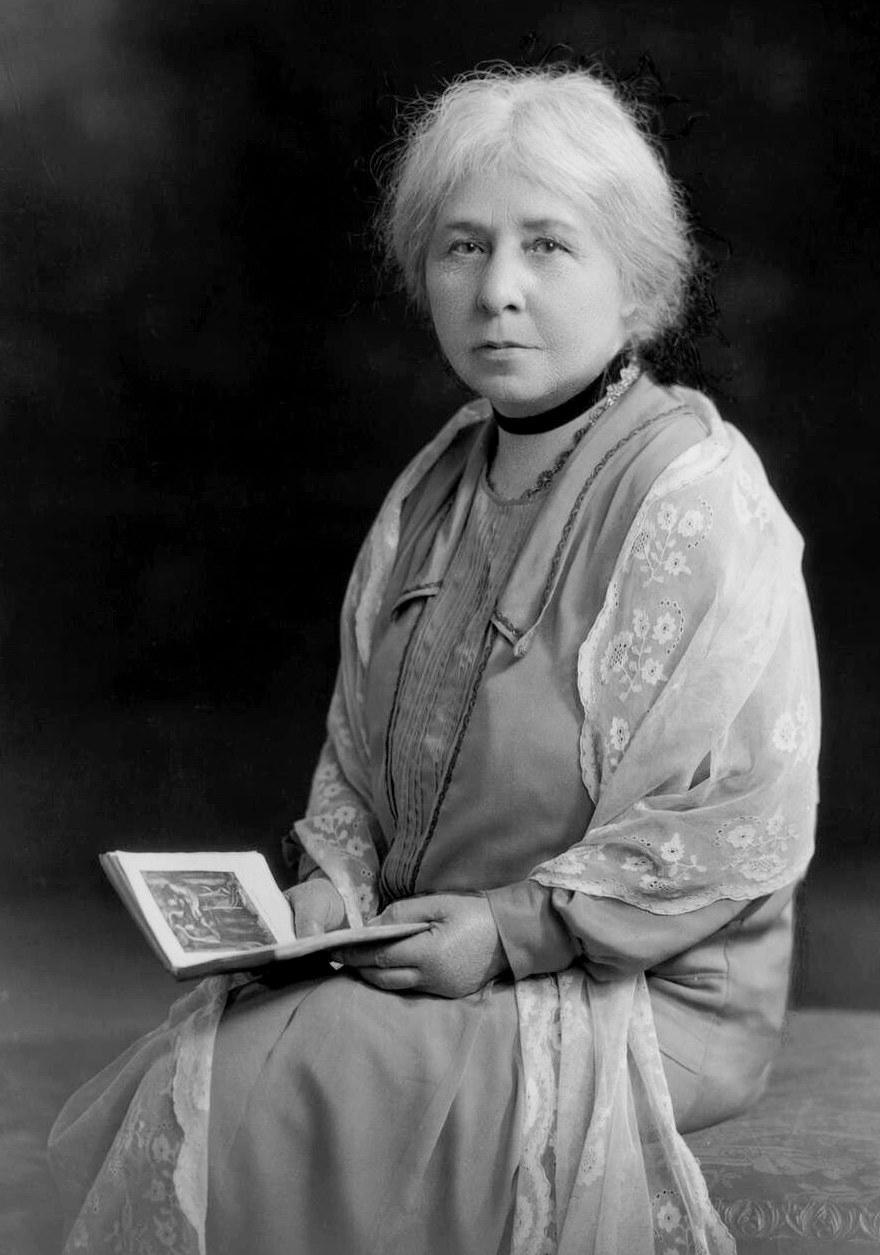
Margaret Murray (* 1863)

- 1863: Margaret Alice Murray, britische Ägyptologin und Anthropologin
- 1864: John Jacob Astor IV, US-amerikanischer Geschäftsmann, Erfinder und Schriftsteller
- 1866: Anacleto de Medeiros, brasilianischer Musiker und Komponist
- 1870: Eduard Clausnitzer, deutscher Theologe, Pädagoge und Schriftsteller
- 1870: Georg Hartmann, deutscher Fabrikant
- 1873: Alfons Breska, tschechischer Dichter und Übersetzer
- 1874: Giovanni Costetti, italienischer Maler
- 1874: Ludwig Gruber, österreichischer Komponist, Sänger, Schriftsteller und Dirigent
- 1876: Mizzi Zwerenz, österreichische Operettensängerin, Theater- und Filmschauspielerin
- 1877: Erik Scavenius, dänischer Politiker und Staatsmann
- 1880: Hermann Schmidt, deutscher Jurist und Politiker
- 1881: Wilhelm Lamszus, deutscher Reformpädagoge und Antikriegsschriftsteller
- 1883: Kurt Aßmann, deutscher Marineoffizier
- 1883: Phra Chenduriyang, deutsch-thailändischer Komponist
- 1884: Stepan Wassiljewitsch Grisodubow, russisch-sowjetischer Flugzeugkonstrukteur
- 1884: Caroline Reuß zu Greiz, Großherzogin von Sachsen-Weimar-Eisenach
- 1885: Margarete Adam, deutsche Hochschullehrerin
- 1885: Adolf Behne, deutscher Architekt, Kunstpolitiker und Wissenschaftler
- 1886: Edward Flanagan, US-amerikanischer Priester
- 1887: Walter von Brockdorff-Ahlefeldt, deutscher General
- 1887: Robert Land, österreichisch-tschechischer Filmregisseur
- 1888: Julie Katz-Aereboe, deutsche Malerin

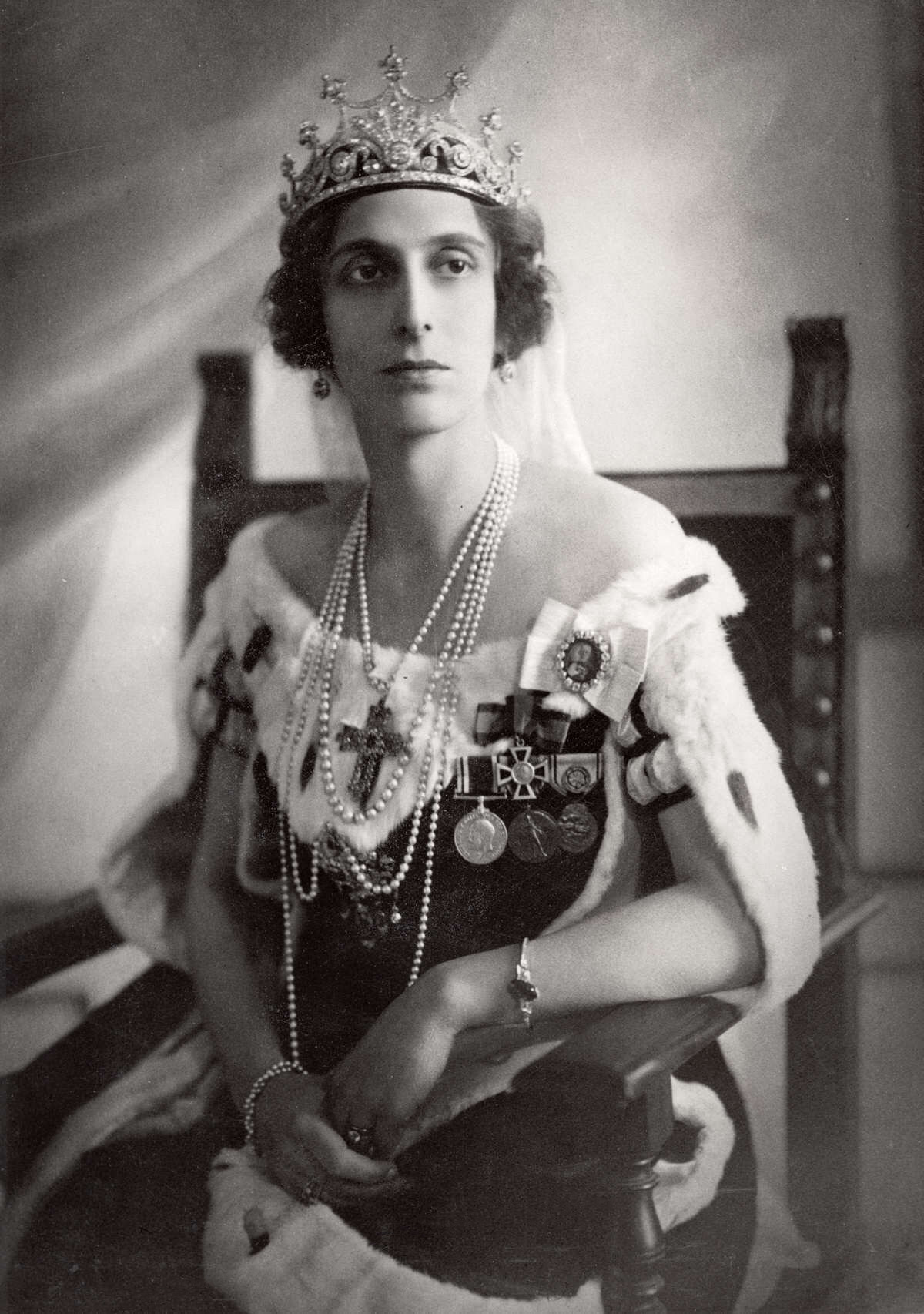
Louise Mountbatten (* 1889)

- 1889: Louise Mountbatten, britisch-deutsche Prinzessin, Königin von Schweden
- 1889: Adam Scharrer, deutscher Schriftsteller
- 1891: Marguerite Boulc’h, französische Chansonsängerin
- 1892: Léo-Pol Morin, kanadischer Pianist, Musikkritiker und Komponist
- 1892: Hans Streuli, Schweizer Politiker und Bundesrat
- 1895: Sidney Blackmer, US-amerikanischer Schauspieler
- 1895: Bradley Kincaid, US-amerikanischer Folk- und Old-Time-Musiker
- 1895: Carlo Speroni, italienischer Langstreckenläufer
- 1896: Mordecai Ardon, israelischer Künstler
- 1897: Wilhelm Braun, deutscher Skilangläufer
- 1897ː Mary Saran, deutsche Publizistin
- 1900: Teresa de Los Andes, chilenische Nonne, Heilige der römisch-katholischen Kirche
- 1900: Simon Dschanaschia, georgischer Historiker

### 20. Jahrhundert

#### 1901–1925
- 1901: Ernst Müller, deutscher Fußballspieler
- 1904: Robert Minton, US-amerikanischer Bobsportler
- 1905: Bosley Crowther, US-amerikanischer Filmkritiker
- 1906: Jack Chertok, US-amerikanischer Film- und Fernsehproduzent
- 1907: Herman Geiger-Torel, kanadischer Opernregisseur und Musikpädagoge
- 1907: Greta Granstedt, US-amerikanische Schauspielerin
- 1909: Washington Castro, argentinischer Komponist und Dirigent
- 1909: Souphanouvong, laotischer Politiker, Staatspräsident
- 1909: Baruch Harold Wood, englischer Schachmeister und -autor

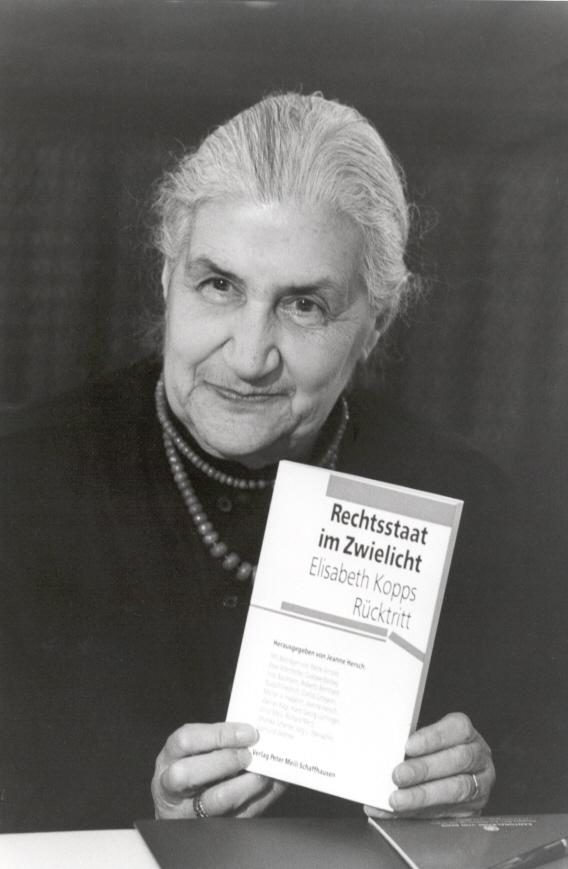
Jeanne Hersch (* 1910)

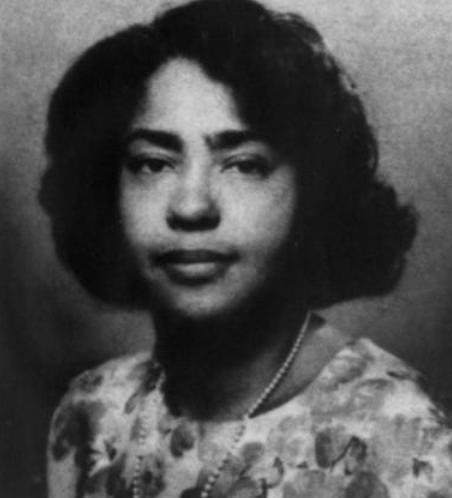
Goler Teal Butcher (* 1925)

- 1910: Jeanne Hersch, Schweizer Philosophin
- 1910: Olga Iliwicka-Dąbrowska, polnische Pianistin und Musikpädagogin
- 1911: Bruno Buzek, österreichischer Architekt
- 1913: Mærsk Mc-Kinney Møller, dänischer Reeder und Großindustrieller
- 1915: Harry McKibbin, irischer Rugbyspieler und Funktionär
- 1915: Paul Williams, US-amerikanischer Saxophonist, Komponist und Bandleader
- 1918: Alberto Ascari, italienischer Automobilrennfahrer
- 1918: Marcia Brown, US-amerikanische Kinderbuchautorin und -illustratorin
- 1920: Hans Blumenberg, deutscher Philosoph
- 1920: Wilhelm Kümpel, deutscher Organist
- 1921: Ernest Gold, US-amerikanischer Komponist
- 1921: Friedrich Peter, österreichischer Politiker
- 1922: Elisabeth Blunschy, Schweizer Politikerin
- 1923: Alexandre Astruc, französischer Filmregisseur, -kritiker, Drehbuchautor und Schriftsteller
- 1923: Hans Otten, deutscher Journalist
- 1924: Donald Edward Osterbrock, US-amerikanischer Astronom
- 1924: Carlo Bergonzi, italienischer Tenor
- 1925ː Goler Teal Butcher, US-amerikanische Juristin im Bereich des internationalen Rechts
- 1925: Suzanne Edwards, US-amerikanische Schwimmerin
- 1925: Horst Muys, deutscher Schlagersänger und Kölner Karnevalist

#### 1926–1950

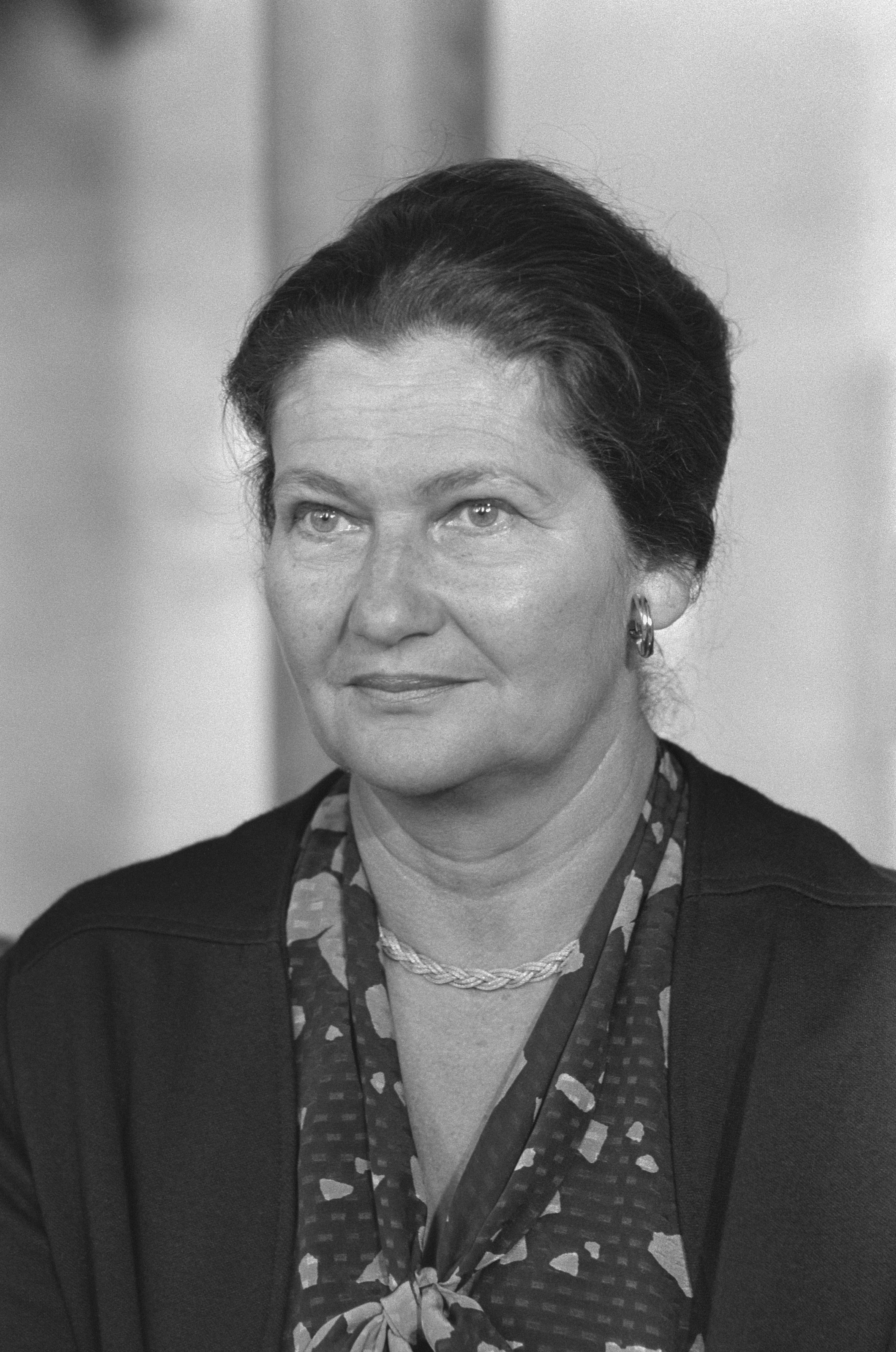
Simone Veil (* 1927)

- 1927: Silvio Francesco, italienischer Musiker und Sänger
- 1927: Simone Veil, französische Politikerin, Präsidentin des EU-Parlamentes
- 1928: Bob Crane, US-amerikanischer Schauspieler
- 1929: Sofja Iwanowna Muratowa, sowjetisch-russische Turnerin, Olympiasiegerin

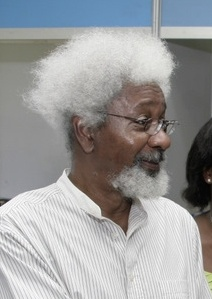
Wole Soyinka (* 1934)

- 1930: Fritz Aigner, österreichischer Maler
- 1930: Jesús López Pacheco, spanischer Schriftsteller
- 1932: Per Nørgård, dänischer Komponist
- 1932: Hubert Reeves, kanadischer Astrophysiker und Sachbuchautor
- 1932: Giorgio Stivanello, italienischer Fußballspieler
- 1934: Agnes Auffinger, deutsche Malerin und Bildhauerin
- 1934: Wole Soyinka, nigerianischer Schriftsteller, erster Literaturnobelpreisträger aus Afrika
- 1935: Monique Wittig, französische Schriftstellerin
- 1936: Albert Ayler, US-amerikanischer Jazz-Musiker
- 1936: Ernst Hirsch, deutscher Kameramann und Regisseur
- 1936: Joan Jonas, US-amerikanische Künstlerin
- 1937ː Zdena Hadrbolcová, tschechische Schauspielerin
- 1937ː Christine Heitmann, deutsche Bildhauerin
- 1938: Manfred Beilharz, deutscher Dramaturg und Theaterintendant

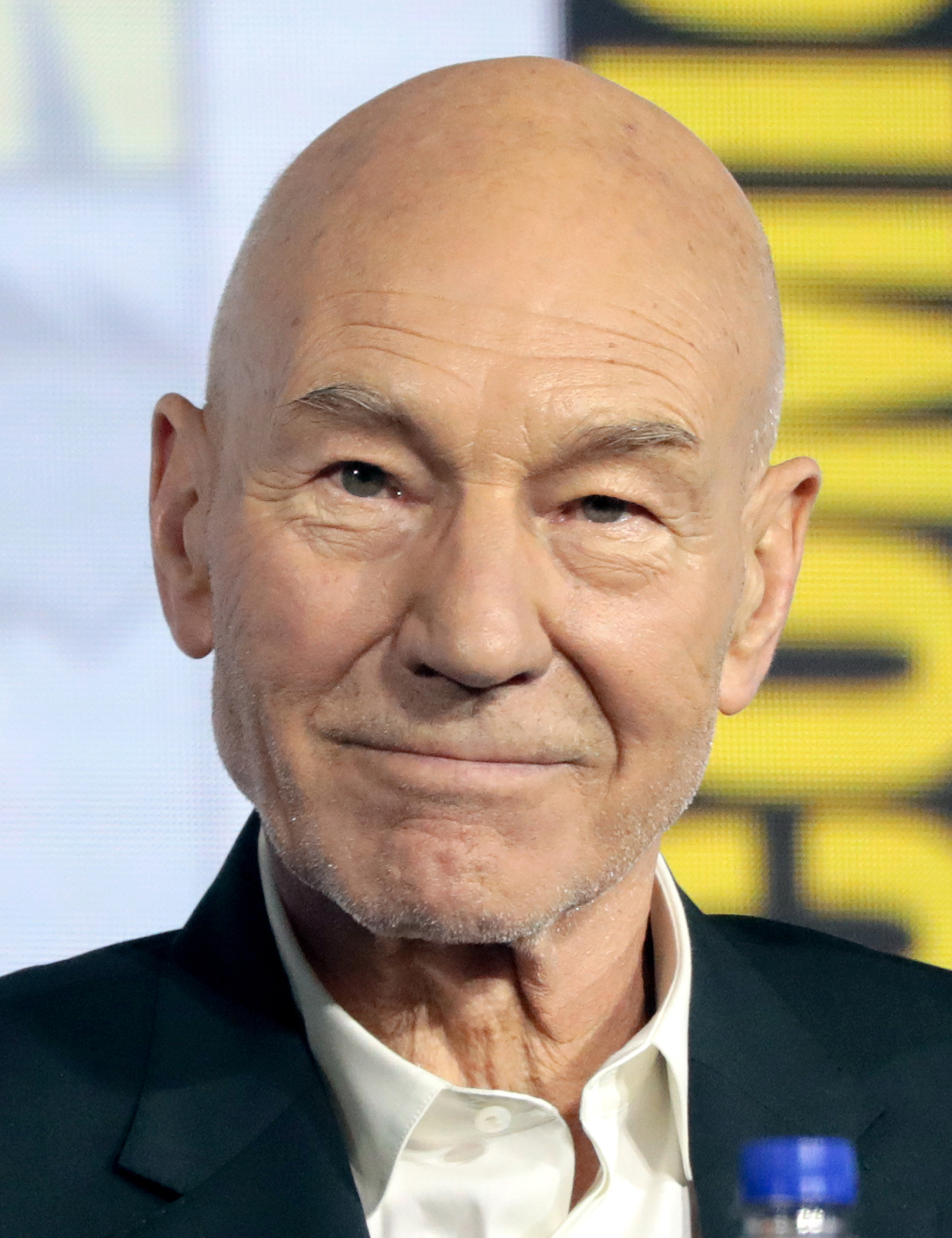
Patrick Stewart (* 1940)

- 1938: Helga Königsdorf, deutsche Mathematikerin und Schriftstellerin
- 1938: Myroslaw Skoryk, ukrainischer Komponist
- 1938: Michael Verhoeven, deutscher Filmregisseur
- 1940: Patrick Stewart, britischer Schauspieler
- 1941: Diethelm Ferner, deutscher Fußballspieler und -trainer
- 1941: Robert Forster, US-amerikanischer Filmschauspieler
- 1941: Luis Alberto Lacalle Herrera, uruguayischer Politiker, Staatspräsident
- 1941: Jacques Perrin, französischer Schauspieler und Produzent
- 1942: Rudolf Albrecht, deutscher Pfarrer, Vertreter der kirchlichen Friedensbewegung in der DDR

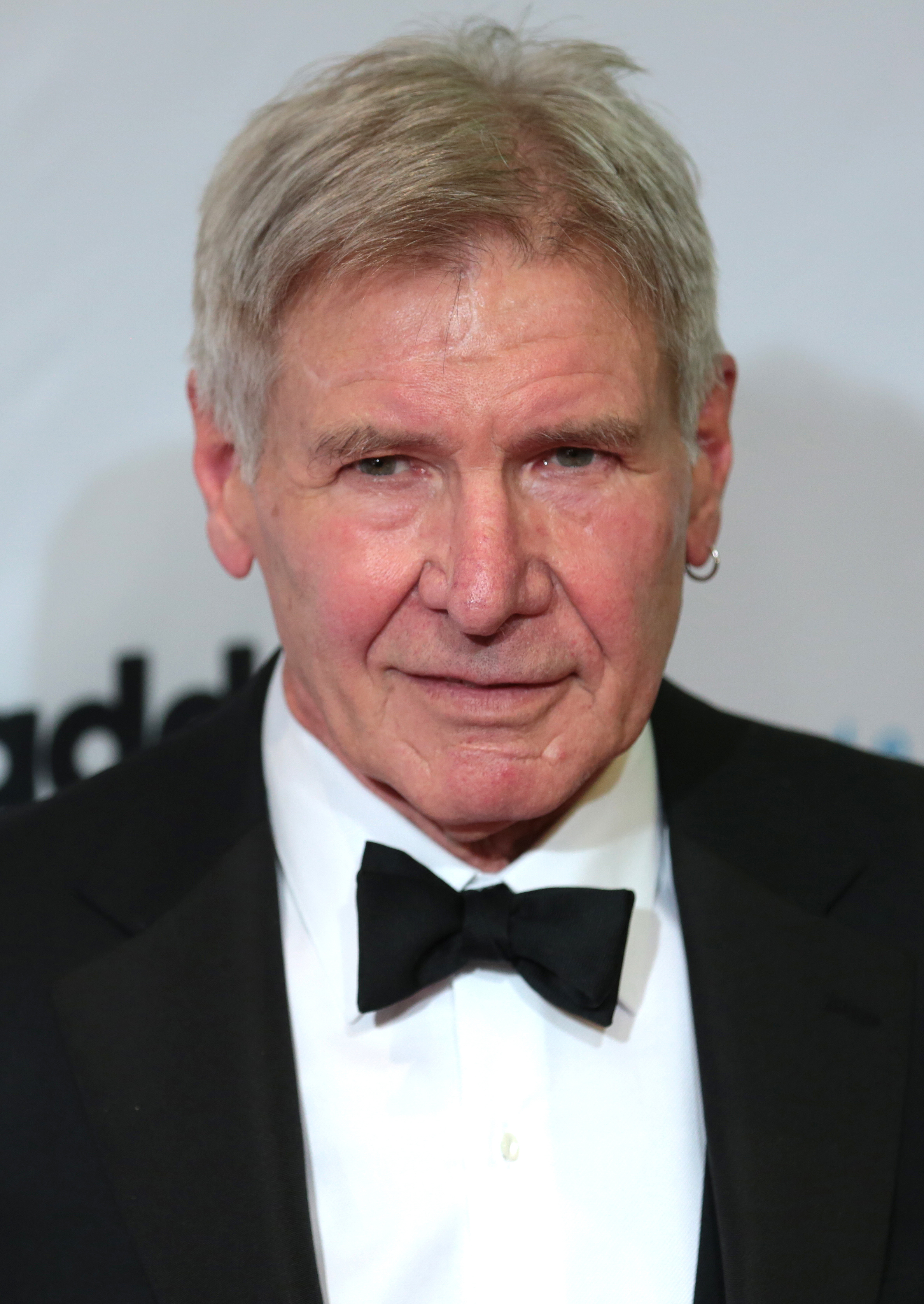
Harrison Ford (* 1942)

- 1942: Harrison Ford, US-amerikanischer Schauspieler
- 1942: Gerhard Hetz, deutscher Schwimmer
- 1942: Egbert Hirschfelder, deutscher Ruderer
- 1943: Fabrizio Poletti, italienischer Fußballspieler

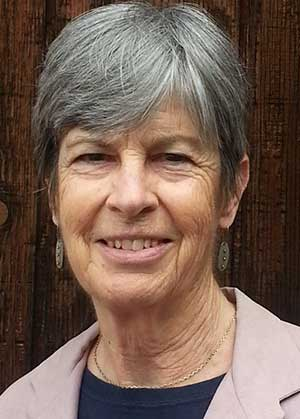
Helen E. Longino (* 1944)

- 1944: Lorenz Böllinger, deutscher Rechtswissenschaftler
- 1944: Egon Coordes, deutscher Fußballspieler und -trainer
- 1944: Cyril Barry Knowles, englischer Fußballspieler und -trainer
- 1944: Helen Longino, US-amerikanische Philosophin und Wissenschaftstheoretikerin
- 1944: Ernő Rubik, ungarischer Bildhauer, Architekt und Designer
- 1945: Ini Assmann, deutsche Schauspielerin
- 1945: Jürg Marquard, Schweizer Verleger
- 1946: Gabriele Gysi, deutsche Schauspielerin und Regisseurin
- 1946: Albert Hartinger, österreichischer Sänger (Bassbariton) und Dirigent
- 1946: Wolfgang Heubisch, deutscher Politiker
- 1946: Ignaz Kirchner, deutscher Schauspieler
- 1946: Larry Sultan, US-amerikanischer Künstler und Fotograf
- 1947: Claire Beyer, deutsche Schriftstellerin
- 1948: Catherine Breillat, französische Filmregisseurin
- 1949: Karen Vogtmann, US-amerikanische Mathematikerin
- 1950: Ma Ying-jeou, chinesischer Politiker
- 1950: Leonid Jakowlewitsch Gosman, russischer Politiker
- 1950: Janet Rossant, britisch-kanadische Entwicklungsbiologin und Genetikerin

#### 1951–1975
- 1951: Gertrude Aubauer, österreichische Journalistin und Politikerin
- 1951: Bohumil Cepák, tschechoslowakischer Handballtorwart

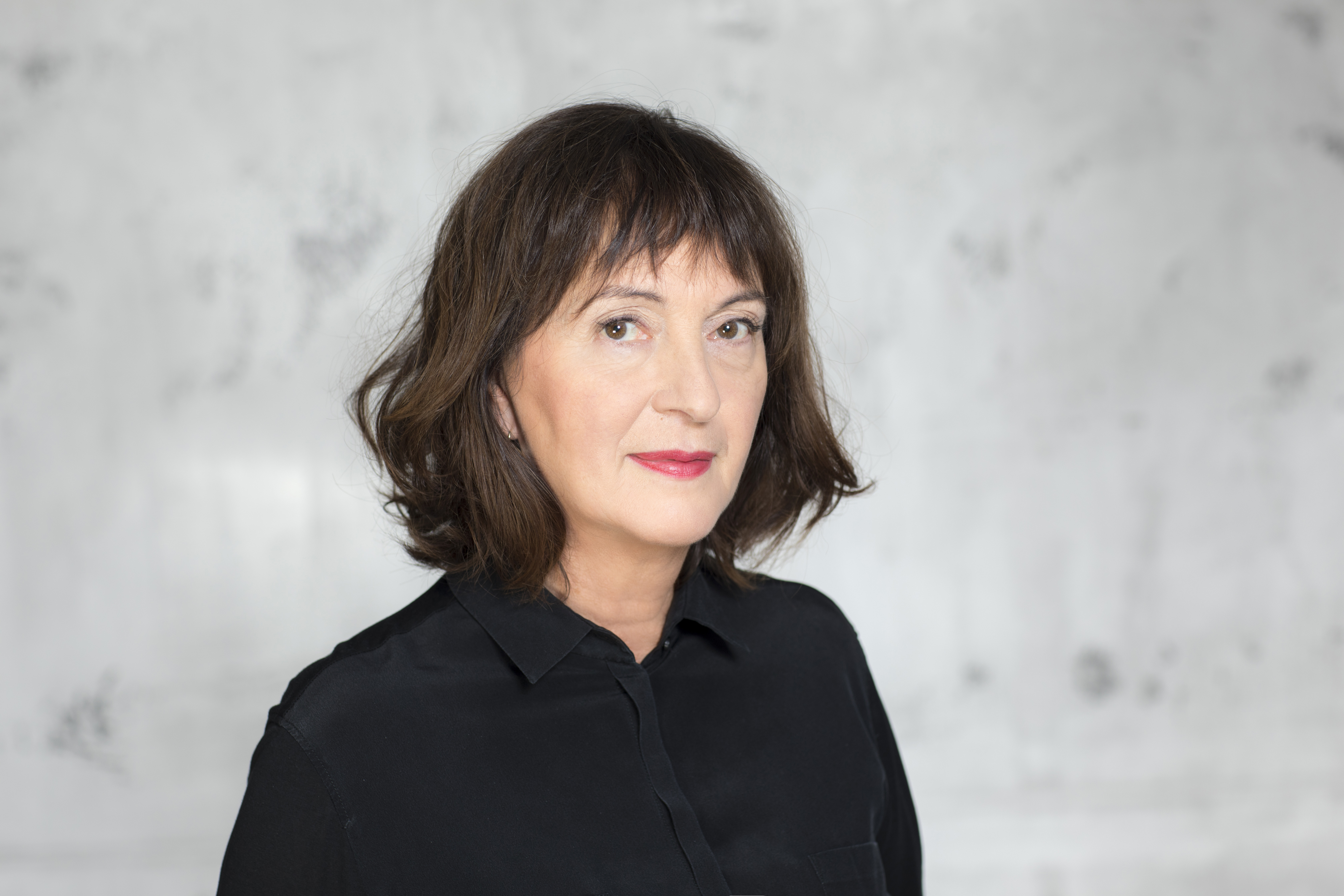
Sonia Seymour Mikich (* 1951)

- 1951: Sonia Seymour Mikich, deutsche Journalistin

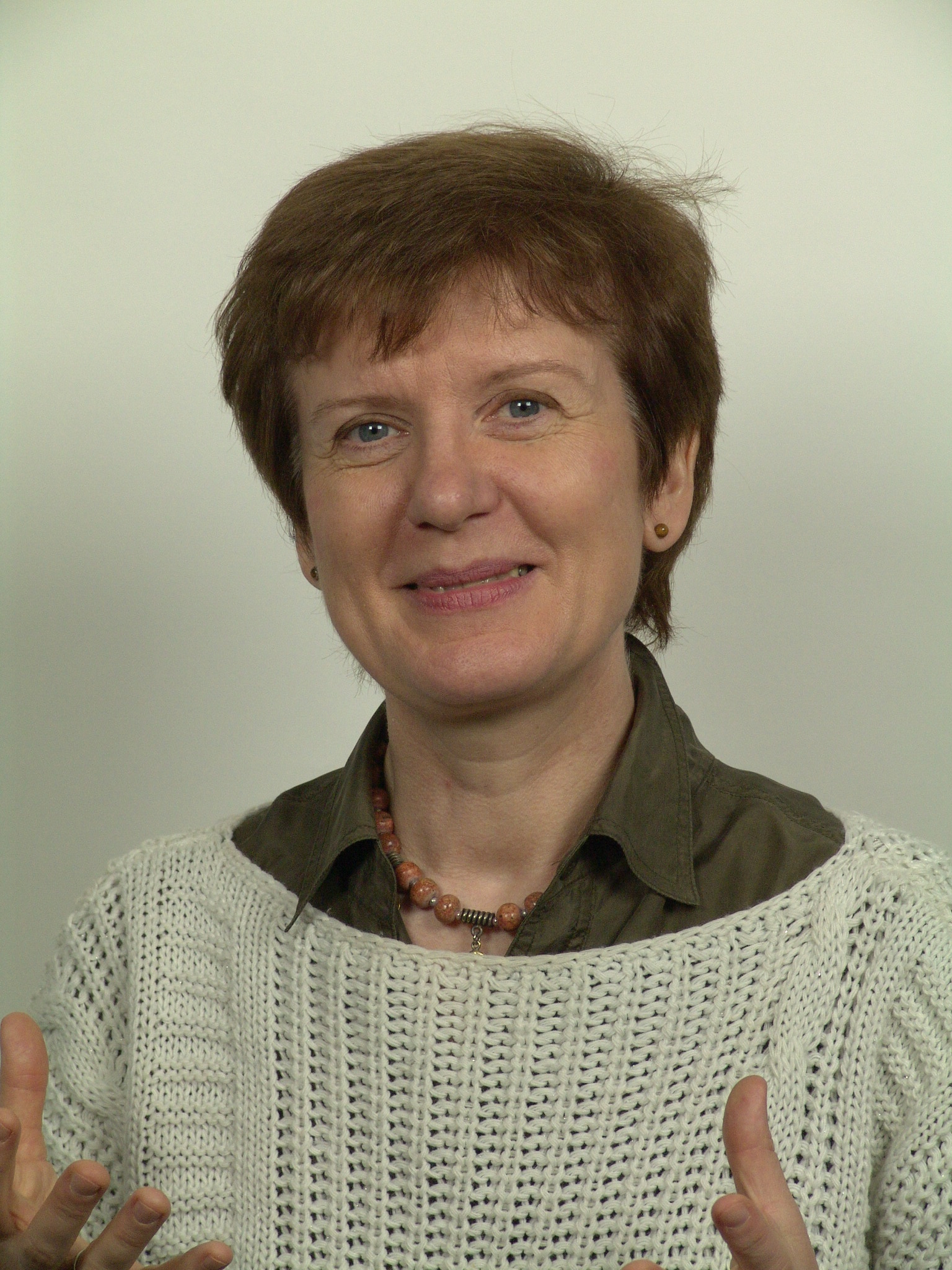
Violeta Dinescu (* 1953)

- 1953: Violeta Dinescu, rumänische Pianistin und Komponistin
- 1953: Pavle Vujčić, serbischer Geiger
- 1954: Florencio Abad, philippinischer Politiker
- 1954: Sezen Aksu, türkische Pop-Sängerin
- 1954: Roberto Aussel, argentinischer Gitarrist
- 1954: Jean-Louis Costes, französischer Performance-Künstler
- 1954: Louise Mandrell, US-amerikanische Country-Sängerin und -Musikerin
- 1955: Christian Tramitz, deutscher Schauspieler, Komiker, Synchronsprecher und Autor

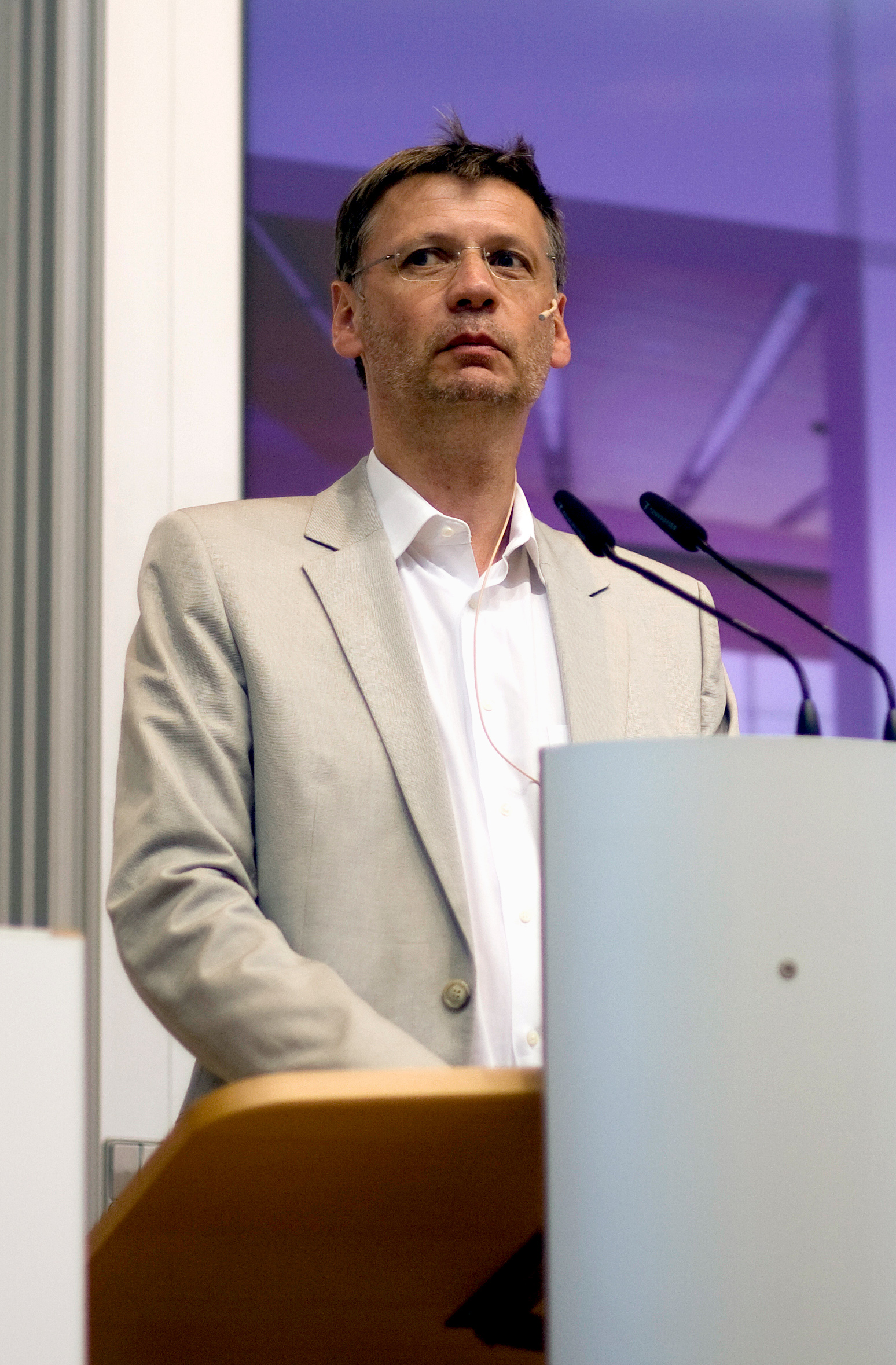
Günther Jauch (* 1956)

- 1956: Günther Jauch, deutscher Fernsehmoderator und -journalist
- 1956: Michael Spinks, US-amerikanischer Boxer
- 1957: Thierry Boutsen, belgischer Automobilrennfahrer
- 1957: Cameron Crowe, US-amerikanischer Regisseur und Schauspieler
- 1957: Rinat Faisrachmanowitsch Dassajew, russischer Fußballspieler
- 1957: Renate Wolf, deutsche Handballspielerin und -trainerin
- 1961: Anders Järryd, schwedischer Tennisspieler
- 1962: Sören von Rönne, deutscher Springreiter
- 1963: Peter Benedict, österreichischer Schauspieler
- 1963: Milena Moser, Schweizer Schriftstellerin
- 1964: Thomas Ammann, Schweizer Politiker
- 1964: Sonja Bilgeri, deutsche Skilangläuferin
- 1964: Andreas Boltz, deutscher Kirchenmusiker und Komponist
- 1964: Susanne Brunner, Schweizer Journalistin
- 1964: Michael Fisch, deutscher Schriftsteller und Literaturwissenschaftler
- 1964: Pascal Hervé, kanadisch-französischer Radrennfahrer
- 1964: Frans Maas, niederländischer Leichtathlet
- 1964: Nejila Parspour, deutsche Elektrotechnikerin und Hochschullehrerin
- 1964: Jörg Remy, deutscher Gitarrist, Komponist und Sound-Designer
- 1964: Hans Rosenfeldt, schwedischer Schriftsteller, Drehbuchautor, Schauspieler und Moderator
- 1964: Kujtim Shala, kroatischer Fußballspieler und -trainer
- 1965: Christoph Grote, deutscher Journalist
- 1965: Andreas Kumin, österreichischer Rechtswissenschaftler
- 1965: Dirk Matten, deutscher Wirtschaftswissenschaftler
- 1965: Akina Nakamori, japanische J-Pop-Sängerin und Schauspielerin
- 1965: Christoph Post, deutscher Journalist, TV-Produzent und Medienunternehmer
- 1965: Arnd Schmitt, deutscher Fechter und Zahnarzt
- 1965: Scott Smith, US-amerikanischer Schriftsteller und Drehbuchautor
- 1965: Grzegorz Subocz, polnischer Handballspieler und -trainer
- 1966: Sven Burgemeister, deutscher Filmproduzent
- 1966: Sebastian Gramss, deutscher Kontrabassist, Cellist und Komponist
- 1967: Benny Benassi, italienischer Sänger und DJ
- 1969: Gesine Dreyer, deutsche Harfenistin
- 1970: Nancy Faeser, deutsche Politikerin, Bundesinnenministerin
- 1970: Andrei Tivontschik, deutscher Stabhochspringer, Olympiamedaillengewinner
- 1970: Julian Wagstaff, schottischer Komponist
- 1970: Katharina Zapatka, deutsche Schauspielerin
- 1971: Antonio Francisco Astiazarán Gutiérrez, mexikanischer Politiker
- 1971: Daniel Dumile, US-amerikanischer Hip-Hop-Künstler
- 1971: Richard Groenendaal, niederländischer Radrennfahrer
- 1971: Dominik Maltritz, deutscher Ökonom und Hochschullehrer
- 1972: Tanya Neufeldt, deutsche Schauspielerin
- 1973: Thomas Paulwitz, deutscher Historiker und Journalist
- 1973: Astrid Retzke, deutsche Siebenkämpferin
- 1974: Deborah Cox, kanadische Sängerin
- 1974: Caroline Kiesewetter, deutsche Schauspielerin
- 1974: Oriol Servià, spanischer Automobilrennfahrer
- 1974: Jarno Trulli, italienischer Automobilrennfahrer
- 1975: Dušan Kudrnovský, tschechischer Skibobfahrer

#### 1976–2000

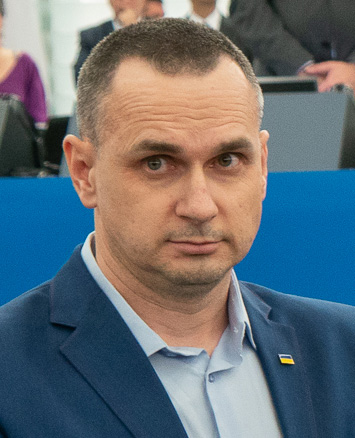
Oleh Senzow (* 1976)

- 1976: Austrofred, österreichischer Sänger
- 1976: Oleh Senzow, ukrainischer Filmregisseur
- 1976: Diana Wiktorowna Wischnjowa, russische Balletttänzerin
- 1977: Kathleen Friedrich, deutsche Leichtathletin
- 1977: Ashley Scott, US-amerikanische Schauspielerin

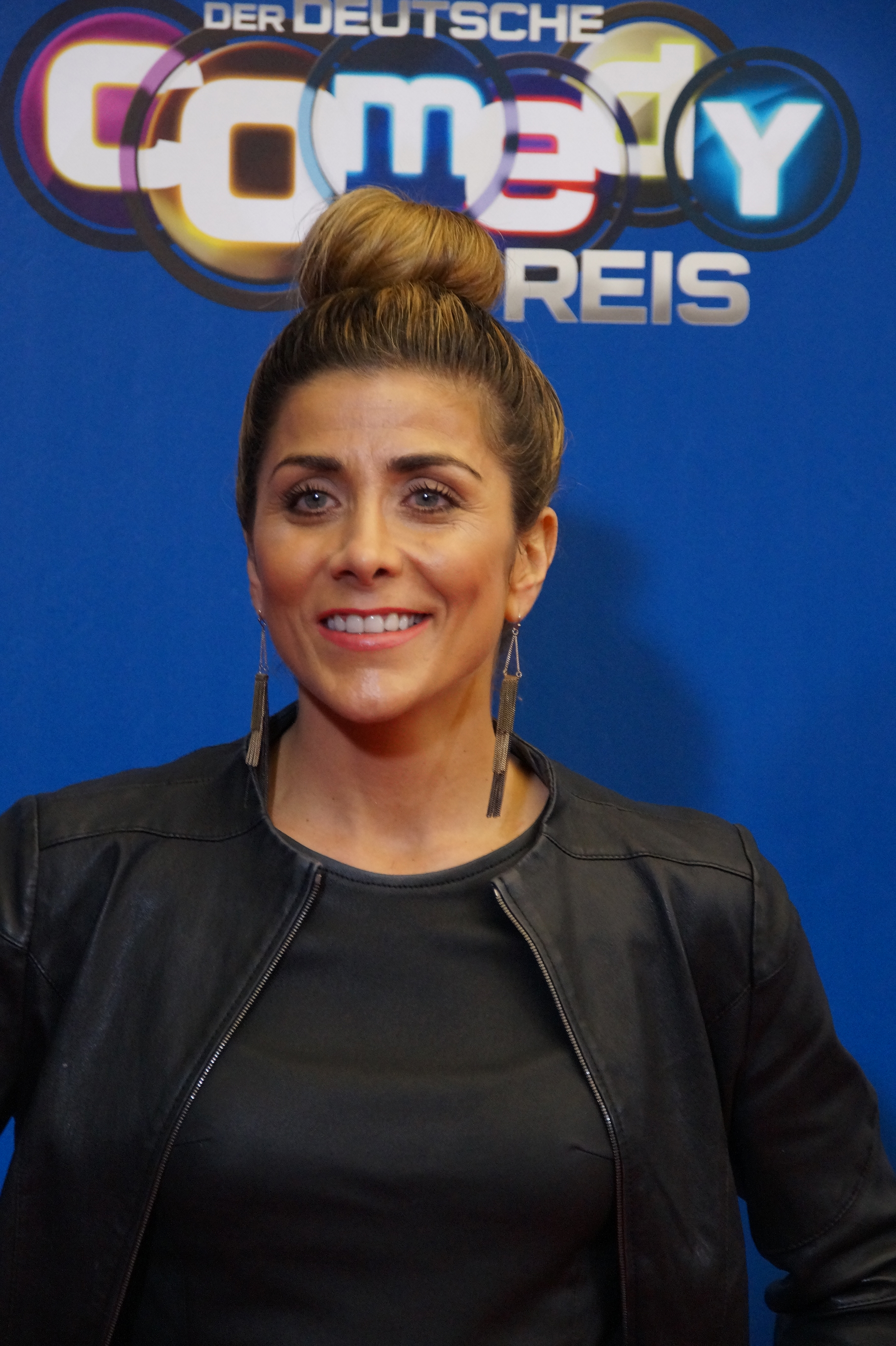
Panagiota Petridou (* 1979)

- 1978: Jessica Barth, US-amerikanische Schauspielerin
- 1979: Daniel Alberto Díaz, argentinischer Fußballspieler
- 1979: Panagiota Petridou, deutsche Fernsehmoderatorin und Autoverkäuferin

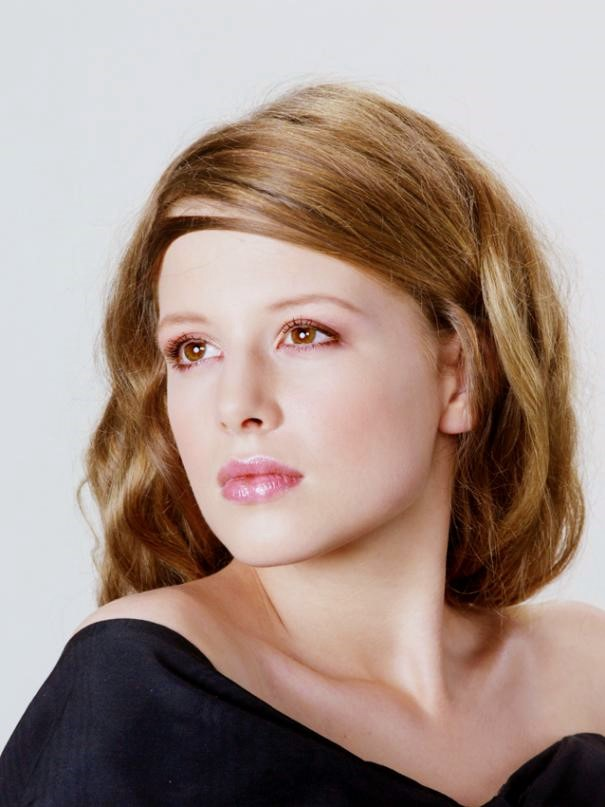
Karolina Gruszka (* 1980)

- 1980: Karolina Gruszka, polnische Schauspielerin
- 1980: Tatiele Silveira, brasilianische Fußballtrainerin
- 1981: Marius Bilașco, rumänischer Fußballspieler
- 1981: Helgi Valur Daníelsson, isländischer Fußballspieler

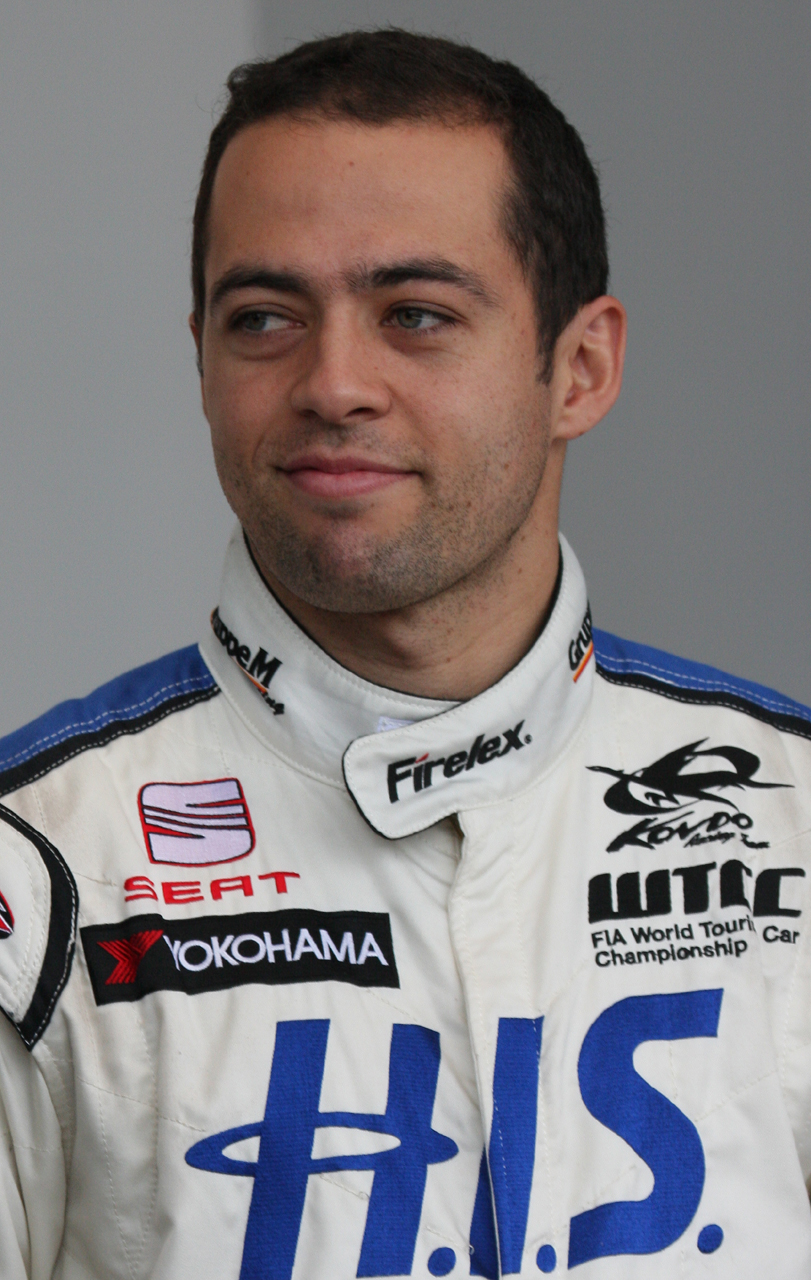
João Paulo de Oliveira (* 1981)

- 1981: João Paulo de Oliveira, brasilianischer Automobilrennfahrer
- 1981: Niveen Khashab, libanesisch-saudische Chemikerin
- 1981: Michael Mando, kanadischer Schauspieler
- 1981: Ineta Radēviča, lettische Weitspringerin
- 1982: Ion Ansotegi, spanischer Fußballspieler
- 1982: Snježana Pejčić, kroatische Sportschützin
- 1983: Natalja Sergejewna Schljapina, russische Fußballspielerin
- 1983: Liu Xiang, chinesischer Leichtathlet
- 1984: Ida Maria, norwegische Rocksängerin
- 1984: Sven Schaffrath, deutscher Fußballspieler
- 1985: Benjamin Alard, französischer Cembalist und Organist
- 1985: Silvio Bankert, deutscher Fußballspieler
- 1985: Guillermo Ochoa, mexikanischer Fußballspieler
- 1987: Ulrika Toft Hansen, schwedische Handballspielerin
- 1987: Michael Seewald, deutscher römisch-katholischer Theologe, Professor für Dogmatik und Dogmengeschichte in Münster
- 1988: Emely Neubert, deutsche Schauspielerin
- 1988: Steven R. McQueen, US-amerikanischer Schauspieler

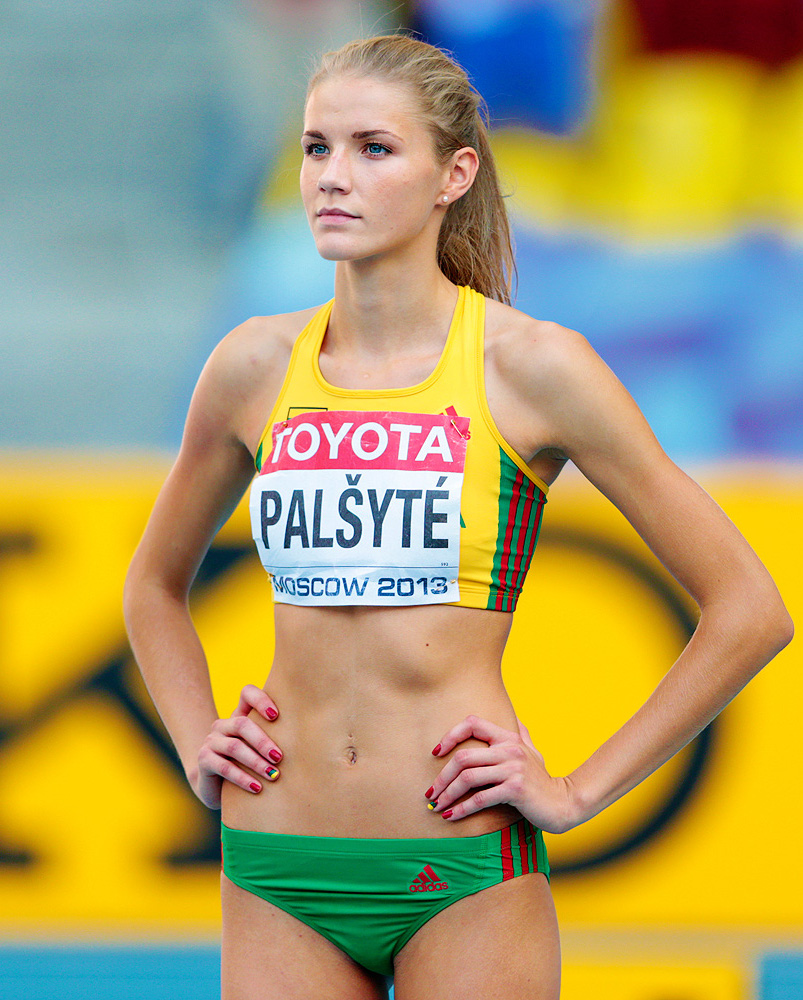
Airinė Palšytė (* 1992)

- 1989: Kristina Kristiansen, dänische Handballspielerin
- 1990: Murat Akça, türkischer Fußballspieler
- 1990: Jules van Dongen, US-amerikanischer Dartspieler
- 1990: Alizé Lim, französische Tennisspielerin
- 1990: Jonathan Mensah, ghanaischer Fußballspieler
- 1991: MacKenzie Boyd-Clowes, kanadischer Skispringer
- 1991: Edin Pepic, deutscher Fußballspieler
- 1991: Seppe Smits, belgischer Snowboardfahrer
- 1992: Megan Gunning, kanadische Freestyle-Skierin
- 1992: Airinė Palšytė, litauische Hochspringerin
- 1992: Dylan Patton, US-amerikanischer Schauspieler
- 1993: Danny da Costa, deutscher Fußballspieler
- 1993: Takehiro Watanabe, japanischer Nordischer Kombinierer
- 1994: Anastassija Jegorowa, russische Biathletin
- 1996: Andreas Obst, deutscher Basketballspieler
- 1998: Felix Casalino, deutscher Webvideoproduzent und Fußballspieler
- 1998: Paulina Hobratschk, deutsche Schauspielerin

### 21. Jahrhundert

#### 2000–2025
- 2000: Lucas Lynggaard Tønnesen, dänischer Schauspieler
- 2000: Cedric Meissner, deutscher Tischtennisspieler
- 2007: Lamine Yamal, spanischer Fußballspieler

## Gestorben

### Vor dem 17. Jahrhundert

Mildred von Minster († 734)

- 0734: Mildred von Minster, englische katholische Äbtissin
- 0892: Arn, Bischof von Würzburg
- 0939: Leo VII., Papst
- 0945: Herluin, Graf von Montreuil
- 0982: Heinrich I., Bischof von Augsburg
- 0982: Abū l-Qāsim Alī ibn al-Hasan, Emir von Sizilien
- 1024: Heinrich II., römisch-deutscher Kaiser
- 1061: Beatrix I., Äbtissin im Stift Gandersheim und im Stift Quedlinburg
- 1105: Raschi, Rabbi und Talmud-Kommentator
- 1110: Johann I., Bischof von Osnabrück
- 1169: Hilary, Bischof von Chichester
- 1205: Hubert Walter, Lordkanzler von England und Erzbischof von Canterbury
- 1207: Heinrich IV. von Heßberg, Bischof von Würzburg
- 1220: Berthold von Neuenburg, Bischof von Lausanne
- 1234: Florens IV., Graf von Holland und Zeeland
- 1253: Amadeus IV., Graf von Maurienne und Savoyen
- 1260: Burkhard von Hornhausen, Landmeister von Livland des Deutschen Ordens
- 1262: Henry of Wingham, Lordkanzler von England und Bischof von London
- 1275: Johannes von Toledo, englischer Zisterzienser und Kardinal
- 1299: Erik II., König von Norwegen
- 1302: Alexander Lüneburg, Ratsherr und Bürgermeister in Lübeck
- 1309: Johann I., abgesetzter Bischof von Utrecht
- 1318: Heinrich II. von Woldenberg, Bischof von Hildesheim
- 1337: Heinrich von Burghausen, Bischof von Seckau
- 1357: Bartolus de Saxoferrato, italienischer Rechtsgelehrter
- 1361: Pierre Bertrand de Colombier, französischer Kardinal und Diplomat
- 1374: John Cherleton, 3. Baron Cherleton, walisischer Marcher Lord
- 1380: Bertrand du Guesclin, französischer Feldherr
- 1393: Helene von Beichlingen, Burggräfin von Meißen, Gräfin von Beichlingen-Wiehe
- 1399: Peter Parler, deutscher Architekt, Bildhauer, Ingenieur und Dombaumeister
- 1402: Jianwen, chinesischer Kaiser der Ming-Dynastie
- 1447: Costanza Varano, italienische Humanistin, Gelehrte und Schriftstellerin
- 1491: Johann Koerbecke, westfälischer Maler der Spätgotik
- 1491: Alfons, Infant von Portugal, Thronfolger und Sohn von König Joao II.
- 1501: Margarete, Prinzessin von Sachsen
- 1584: Armgard, Gräfin von Rietberg

### 17./18. Jahrhundert

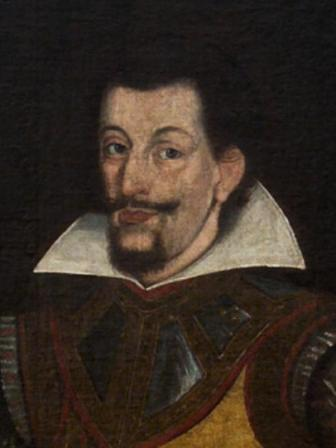
Adam Wenzel († 1617)

- 1610: Johannes Pappus, deutscher lutherischer Theologe, Reformator und Konfessionalist
- 1616: Peter Tilicki, Bischof von Kulm, Ermland, Kujawien und Krakau
- 1617: Adam Wenzel, Herzog von Teschen

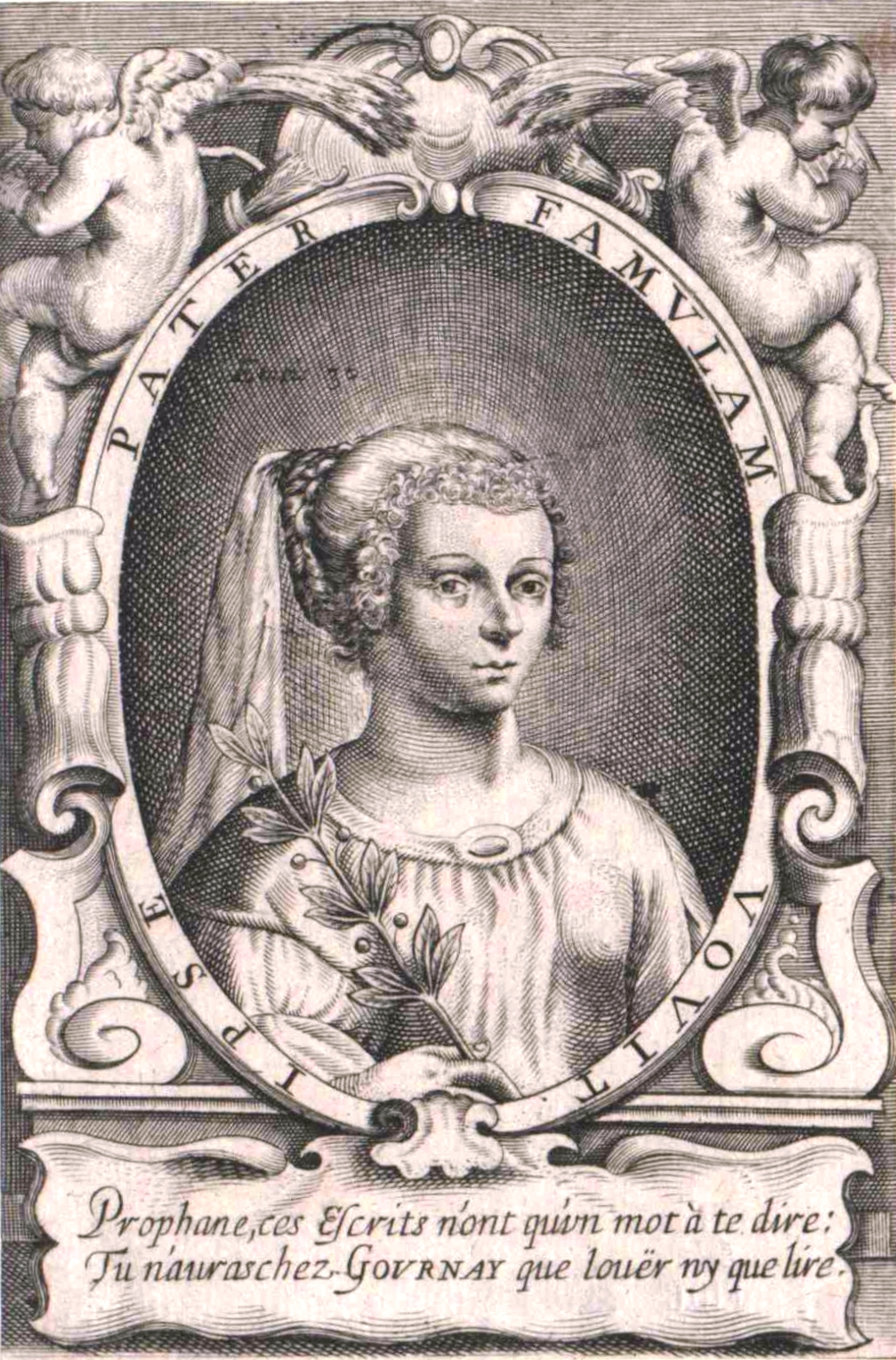
Marie de Gournay († 1645)

- 1624: Lazarus I. Henckel von Donnersmarck, Großhändler, Bankier und Bergbauunternehmer
- 1626: Robert Sidney, 1. Earl of Leicester, englischer Staatsmann und Kunstpatron
- 1628: Robert Shirley, englischer Reisender, Abenteurer und Diplomat
- 1640: Heinrich Casimir I., Graf von Nassau-Dietz, Statthalter von Friesland, Groningen und Drenthe
- 1643: Johannes Kromayer, deutscher lutherischer Geistlicher und Schulreformator Thüringens im Zeitalter der lutherischen Orthodoxie
- 1644: Per Banér, schwedischer Staatsmann
- 1645: Marie de Gournay, französische Schriftstellerin, Philosophin und Frauenrechtlerin

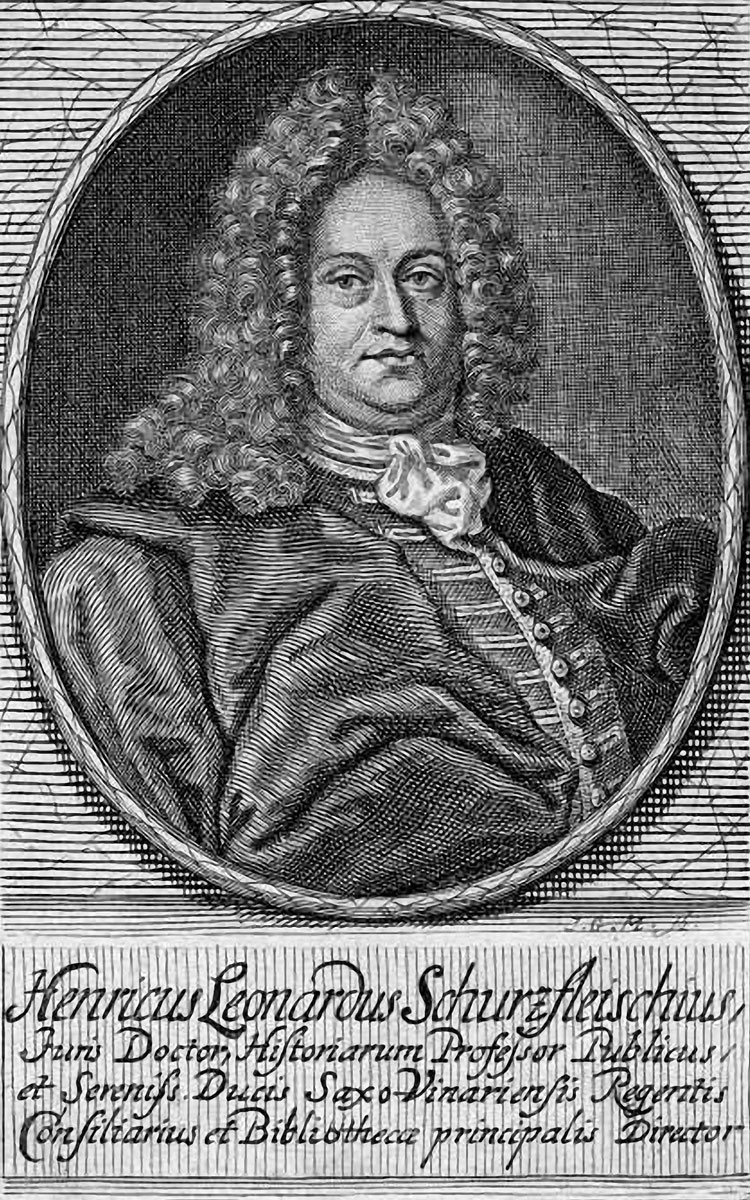
Heinrich Leonhard Schurzfleisch († 1722)

- 1674: Johann Georg Crocius, deutscher reformierter Theologe
- 1689: Johann Volkmar Bechmann, deutscher Rechtswissenschaftler
- 1689: Abraham Wild, Schweizer evangelischer Geistlicher
- 1706: Johann Franz Peickhardt, österreichischer Politiker
- 1722: Heinrich Leonhard Schurzfleisch, deutscher Jurist, Historiker und Bibliothekar
- 1753: Sten Carl Bielke, Mitbegründer der Schwedischen Akademie der Wissenschaften
- 1755: Edward Braddock, britischer Oberbefehlshaber der Truppen in Nordamerika
- 1761: Tokugawa Ieshige, japanischer Shōgun
- 1762: James Bradley, britischer Astronom und anglikanischer Theologe
- 1771: Johann Ludwig Lindhammer, deutscher evangelischer Theologe
- 1774: Otto von Münchhausen, deutscher Botaniker
- 1784: Johann Baptist Straub, deutscher Rokokobildhauer
- 1785: Stephen Hopkins, Gouverneur der Colony of Rhode Island and Providence Plantations
- 1793: Jean Paul Marat, schweizerisch-französischer Arzt und Journalist während der Französischen Revolution (Ami du Peuple)
- 1795: Johann Gottlieb Waldin, deutscher Hochschullehrer

### 19. Jahrhundert
- 1813: Johann Friedrich Peter, US-amerikanischer Komponist
- 1816: Johann Carl Friedrich Dauthe, deutscher Architekt und Kupferstecher
- 1817: Martin Leydel, deutscher Baumeister und Stadtbaurat
- 1831: Julius von Soden, deutscher Schriftsteller
- 1830: Thomas Staines, britischer Seeoffizier
- 1834: Johann Heinrich Schenck, deutscher Mediziner
- 1844: Johann Gänsbacher, österreichischer Komponist und Dirigent

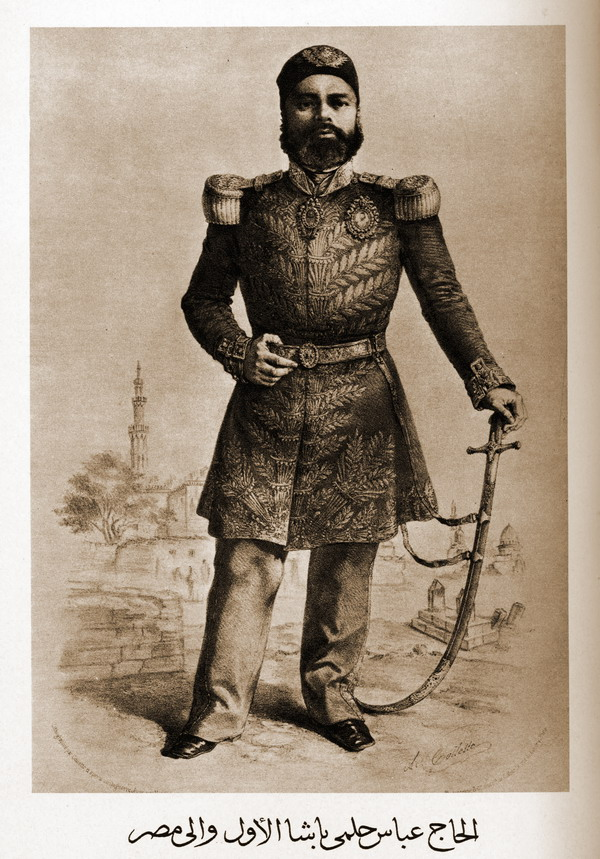
Abbas I. († 1854)

- 1854: Abbas I., Wali (Gouverneur) von Ägypten
- 1859: Marie-Angélique Duchemin, französische Soldatin
- 1861: Jan Ackersdijck, niederländischer Jurist, Statistiker und Ökonom
- 1861: James Hopkins Adams, US-amerikanischer Politiker und Gouverneur von South Carolina
- 1863: Heinrich Schacht, deutscher Schriftsteller und Arbeiterdichter
- 1868: Gottlieb Ernst Heinrich von Goszicki, preußischer Generalmajor
- 1869: Henry Labouchère, 1. Baron Taunton, britischer Staatsmann
- 1870: Johan Fredrik Eckersberg, norwegischer Maler der Nationalromantik
- 1875: Simon Joel Arnheim, deutscher Unternehmer
- 1876: Karl von der Groeben, preußischer General der Kavallerie
- 1881: John C. Pemberton, General im konföderierten Heer im Amerikanischen Bürgerkrieg

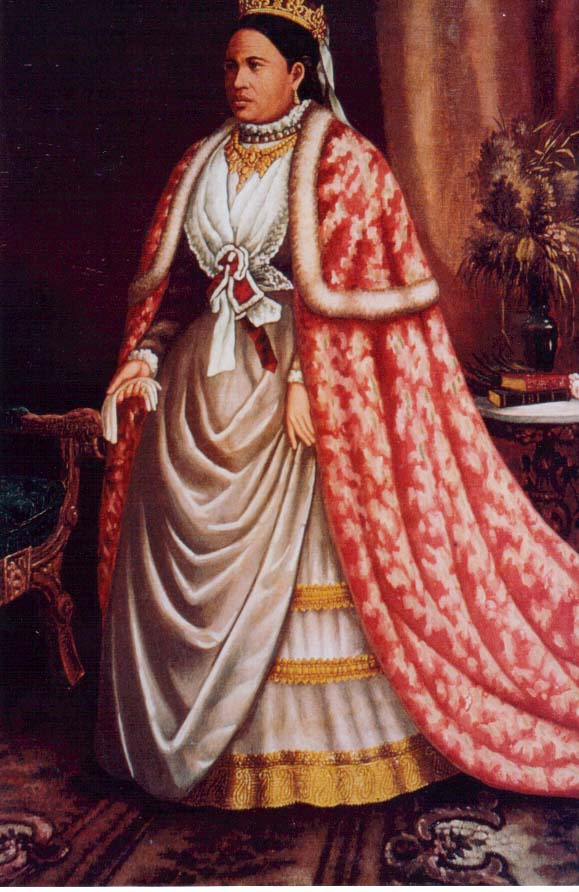
Königin Ranavalona II. († 1883)

- 1883: Ranavalona II., Herrscherin des Königreichs Madagaskar
- 1884: Ernst Carstanjen, deutscher Chemiker
- 1889: Robert Hamerling, österreichischer Schriftsteller
- 1890: John C. Frémont, US-amerikanischer Entdecker, Generalmajor und Politiker
- 1896: Karl Günther, deutscher Tiermediziner
- 1896: August Kekulé, deutscher Chemiker und Naturwissenschaftler

### 20. Jahrhundert

#### 1901–1950

Emanuel Herrmann († 1902)

- 1902: Benjamin Bilse, deutscher Kapellmeister und Komponist
- 1902: Emanuel Herrmann, österreichischer Nationalökonom und Miterfinder der Postkarte
- 1906ː Josefine Kratz, österreichische Opernsängerin
- 1910: Oskar Erbslöh, deutscher Luftfahrtpionier
- 1911: William B. Shattuc, US-amerikanischer Politiker, Kongressabgeordneter für Ohio

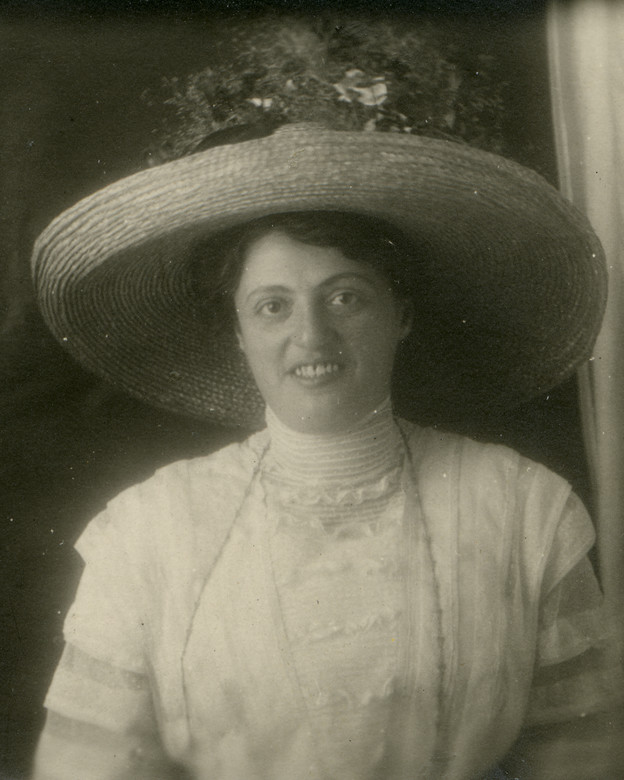
Rosa Bloch Bollag († 1922)

- 1912: Ernst Goll, österreichischer Dichter
- 1912: Marc Ruchet, Schweizer Politiker, Bundesrat
- 1912: Robert Stock, Berliner Unternehmer, deutscher Pionier der Telekommunikation
- 1917: Oskar Telke, deutscher Mediziner

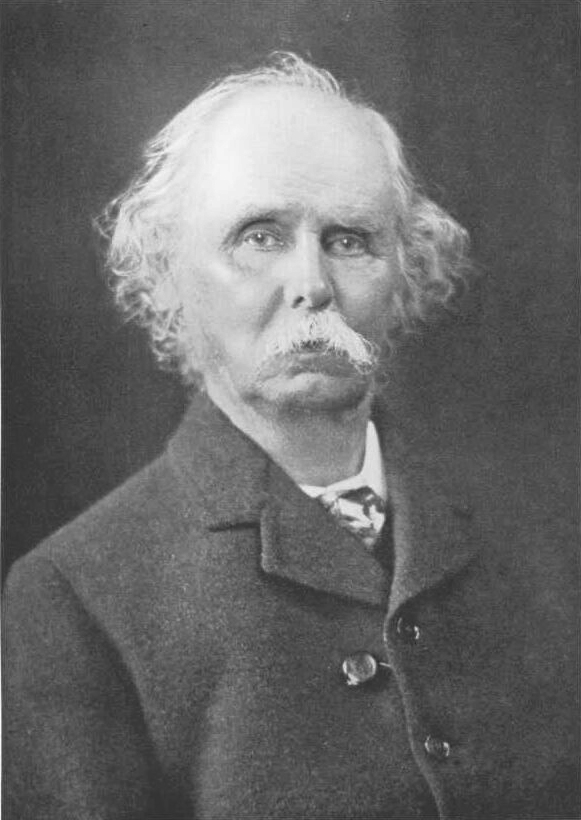
Alfred Marshall (* 1924)

- 1918: Gilles van Overbeek de Meijer, niederländischer Mediziner
- 1922: Rosa Bloch, Schweizer Politikerin der Arbeiterbewegung und Frauenrechtlerin
- 1923: Asger Hamerik, dänischer Komponist und Dirigent
- 1923: Charles Dwight Sigsbee, US-amerikanischer Marineoffizier
- 1923: Ernst Beckmann, deutscher Chemiker
- 1923ː Elvira Castner, deutsche Lehrerin, Zahnärztin, Gründerin der ersten Gartenbauschule für Frauen
- 1924: Alfred Marshall, britischer Nationalökonom
- 1924: Robert Kidston, britischer Botaniker aus Schottland
- 1927: Marcel Michelot, französischer Automobilrennfahrer
- 1929: Wilhelm Ashoff, deutscher Unternehmer
- 1929: Eusebius Mandyczewski, österreichischer Musikwissenschaftler und Komponist
- 1929: Leo Sontag, preußischer General der Infanterie
- 1930: Joseph Anglade, französischer Romanist, Provenzalist und Mediävist
- 1930: Eugen von Finckh, deutscher Politiker, Ministerpräsident des Freistaates Oldenburg
- 1937: Henry Edward Armstrong, englischer Chemiker

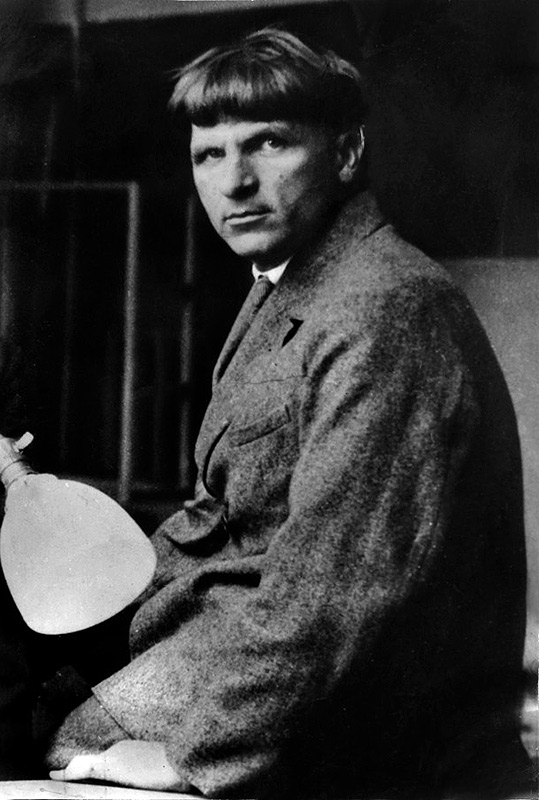
Iwan Padalka († 1937)

- 1937: Iwan Padalka, ukrainischer Maler, hingerichtet durch NKWD

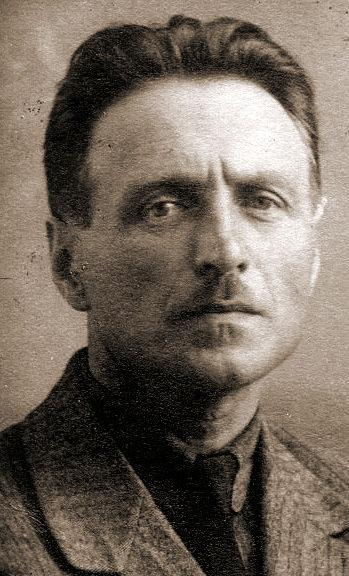
Mychajlo Bojtschuk († 1937)

- 1937: Mychajlo Bojtschuk, ukrainischer Künstler und Maler der „hingerichteten Wiedergeburt“

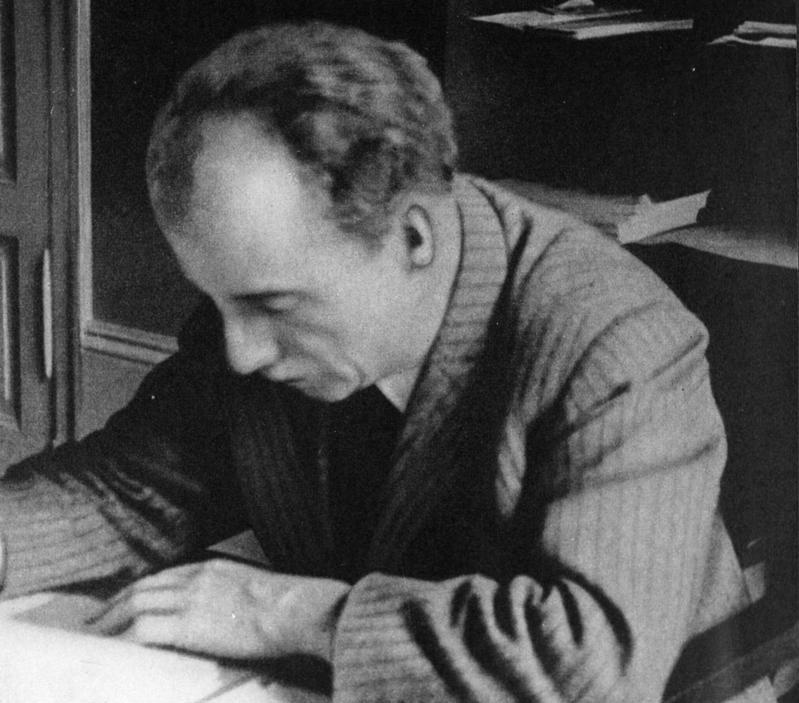
Kurt Huber (* 1943)

- 1937: Jan Zwart, niederländischer Organist und Komponist
- 1938: Emil Kirdorf, deutscher Industrieller und Protegé Adolf Hitlers
- 1940: Hubert Flohr, deutscher Pianist, Musikpädagoge und Musikdirektor
- 1941: Eduard Norden, deutscher Altphilologe und Religionshistoriker
- 1943: Kurt Huber, deutscher Musikwissenschaftler, Volksliedforscher und Psychologe, Mitglied der Widerstandsgruppe Weiße Rose, NS-Opfer
- 1943: Alexander Schmorell, deutscher Student und Künstler, Mitbegründer der Widerstandsgruppe Weiße Rose, NS-Opfer
- 1944: José André, argentinischer Komponist und Musikkritiker
- 1944: Sergei Nikolajewitsch Bulgakow, russischer Ökonom und orthodoxer Theologe
- 1945: Emmanuel Bove, französischer Schriftsteller
- 1946: Franz Arczynski, deutscher Gewerkschaftsfunktionär und Politiker
- 1946: Alfred Stieglitz, US-amerikanischer Fotograf, Galerist, Verleger und Mäzen avantgardistischer Kunst
- 1947: Anna Enders-Dix, deutsche Schriftstellerin
- 1949: Walt Kuhn, US-amerikanischer Maler, Cartoonist und Lithograf
- 1949: Walther Wadehn, deutscher Generalmajor

#### 1951–2000
- 1951: Arnold Schönberg, österreichischer Komponist
- 1954: Anton Arnold, österreichischer Opernsänger

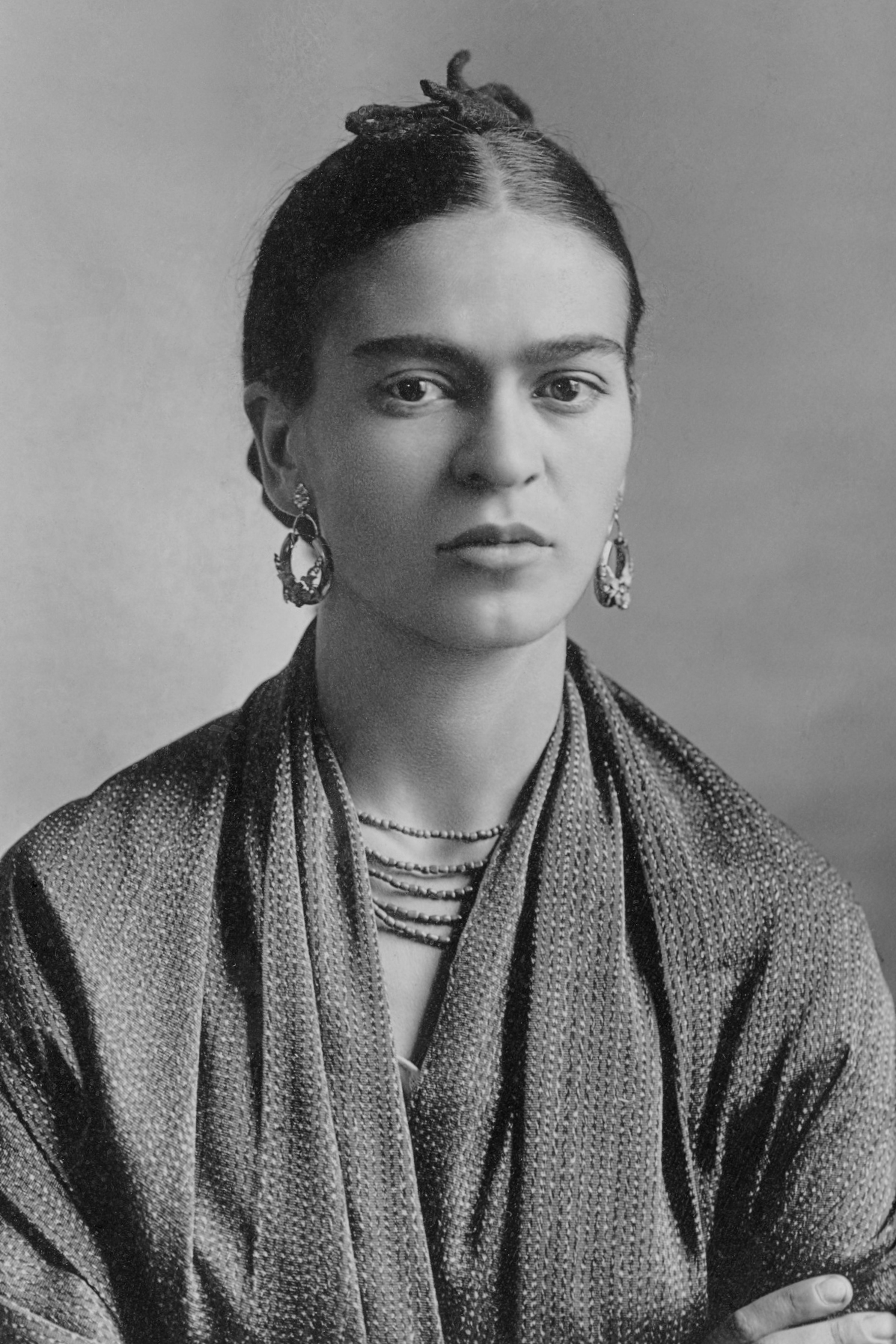
Frida Kahlo († 1954)

- 1954: Frida Kahlo, mexikanische Malerin eines volkstümlichen Surrealismus und der Neuen Sachlichkeit
- 1954: Irving Pichel, US-amerikanischer Schauspieler und Filmregisseur
- 1958: Paul Ash, US-amerikanischer Violinist, Pianist, Komponist und Bigband-Leader
- 1958: Keith Campbell, australischer Motorradrennfahrer
- 1959: Paul Obrecht, französischer Turner
- 1960: Hans Loch, deutscher Parteifunktionär, Finanzminister der DDR, Präsidiumsmitglied der Nationalen Front
- 1960: James Purdon Lewes Thomas, 1. Viscount Cilcennin, britischer Politiker und Erster Lord der Admiralität
- 1962: Peter Reisch, Todesopfer an der innerdeutschen Grenze
- 1963: Albert Steffen, Schweizer Anthroposoph und Literat
- 1964: Hermann von Beckerath, deutscher Cellist
- 1964: Pablo Burchard Eggeling, chilenischer Maler
- 1964: Kurt Diebner, deutscher Atomphysiker
- 1967: Tom Simpson, englischer Radrennfahrer
- 1967: Yoshino Hideo, japanischer Schriftsteller
- 1970: Leslie R. Groves, US-amerikanischer General, militärischer Leiter im Manhattan-Projekt
- 1970: Gonzalo Roig, kubanischer Komponist
- 1973: Lon Chaney junior, US-amerikanischer Theater-, Film- und Fernsehschauspieler

Willy Fritsch (* 1973)

- 1973: Willy Fritsch, deutscher Schauspieler
- 1973: Marțian Negrea, rumänischer Komponist
- 1974: Lily Abegg, Schweizer Journalistin und Autorin
- 1974: Patrick Blackett, Baron Blackett, britischer Physiker, Nobelpreisträger
- 1975: Latife Uşşaki, Ehefrau von Mustafa Kemal Atatürk
- 1975: Hertha Vogel-Voll, deutsche Buch- und Theaterautorin
- 1976: Carl Dreher, US-amerikanischer Tontechniker österreichischer Herkunft
- 1976: Max Butting, deutscher Komponist
- 1977: Hermann Kemper, deutscher Ingenieur, Erfinder der Magnetschwebebahn
- 1978: Waldemar Fritsch, deutscher Bildhauer
- 1979: Ludwig Merwart, österreichischer Maler und Grafiker
- 1980: Juan García Oliver, spanischer Anarchist und Syndikalist
- 1980: Seretse Khama, erster Präsident von Botswana
- 1982: Barbara Allen Rainey, US-amerikanische Pilotin und erste Pilotin der US-Streitkräfte
- 1982: Edith Heerdegen, deutsche Schauspielerin
- 1983: Bronė Mingilaitė-Uogintienė, litauische Malerin
- 1984: Werner Abegg, Schweizer Textilindustrieller, Sammler von Textilien und Stifter der Abegg-Stiftung
- 1985: Matthias Hoogen, deutscher Politiker, MdB, Wehrbeauftragter des Deutschen Bundestages
- 1988: Luis Benjamín, puerto-ricanischer Pianist
- 1989: Abdul Rahman Ghassemlou, kurdischer Politiker, Vorsitzender der Demokratischen Partei Kurdistan-Iran
- 1991: Fritz Duda, deutscher Maler und Grafiker
- 1992: Alex Wojciechowicz, US-amerikanischer American-Football-Spieler
- 1993: Jürgen Frohriep, deutscher Schauspieler
- 1993: Manon Hahn, deutsche Kostümbildnerin
- 1994ː Anita Bärwirth, deutsche Turnerin
- 1994: Eddie Boyd, US-amerikanischer Bluesmusiker
- 1995: Aimé Barelli, französischer Jazztrompeter und Bandleader
- 1995: Matti Pellonpää, finnischer Schauspieler
- 1996: Käte van Tricht, deutsche Organistin, Pianistin, Cembalistin und Musikpädagogin
- 1998: Watkins Moorman Abbitt, US-amerikanischer Politiker, Kongressabgeordneter für Virginia
- 1998: Ernst Strachwitz, österreichischer Politiker
- 2000: Jan Karski, polnischer Offizier und Kurier der polnischen Heimatarmee
- 2000: Ursula Langrock, deutsche Schauspielerin

### 21. Jahrhundert
- 2001: Willy Andergassen, italienischer Künstler
- 2002: Yousuf Karsh, kanadischer Fotograf
- 2002: Robert Schwan, deutscher Fußballmanager
- 2002: Marinus Schöberl, deutsches Mordopfer rechtsextremer Gewalt
- 2003: Werner Goez, deutscher Historiker
- 2004: Carlos Kleiber, österreichischer Dirigent
- 2004: Timofei Wassiljewitsch Prochorow, deutscher Eremit („Väterchen Timofei“)
- 2005: Axel Strøbye, dänischer Schauspieler
- 2006: Red Buttons, US-amerikanischer Schauspieler
- 2006: Ángel Suquía Goicoechea, Erzbischof von Santiago de Compostela und Madrid, Kardinal
- 2007: Zdeněk Lukáš, tschechischer Komponist
- 2007: Ilja Zeljenka, slowakischer Komponist

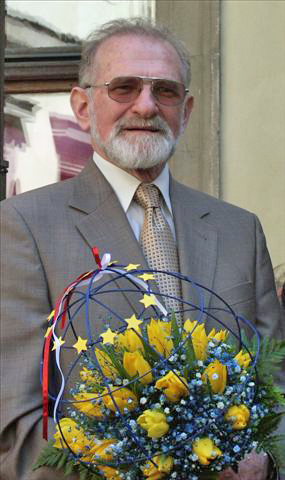
Bronisław Geremek († 2008)

- 2008: Bronisław Geremek, polnischer Historiker und Politiker, Außenminister, Karlspreisträger
- 2009: Abdullah Ibn Jibreen, islamischer Religionsgelehrter
- 2009: Harry Källström, schwedischer Rallyefahrer
- 2010: Karl-Heinz Heimann, deutscher Sportjournalist
- 2011: Heinz Reincke, deutscher Schauspieler
- 2012: Bucky Adams, kanadischer Jazzsaxophonist und Bandleader
- 2012: Richard D. Zanuck, US-amerikanischer Filmproduzent
- 2013: Karoline Goldhofer-Prützel, deutsche Unternehmerin
- 2013: Inge Lange, deutsche Funktionärin der FDJ, Mitglied des ZK der SED, Kandidatin des Politbüros
- 2013: Cory Monteith, kanadischer Schauspieler und Sänger

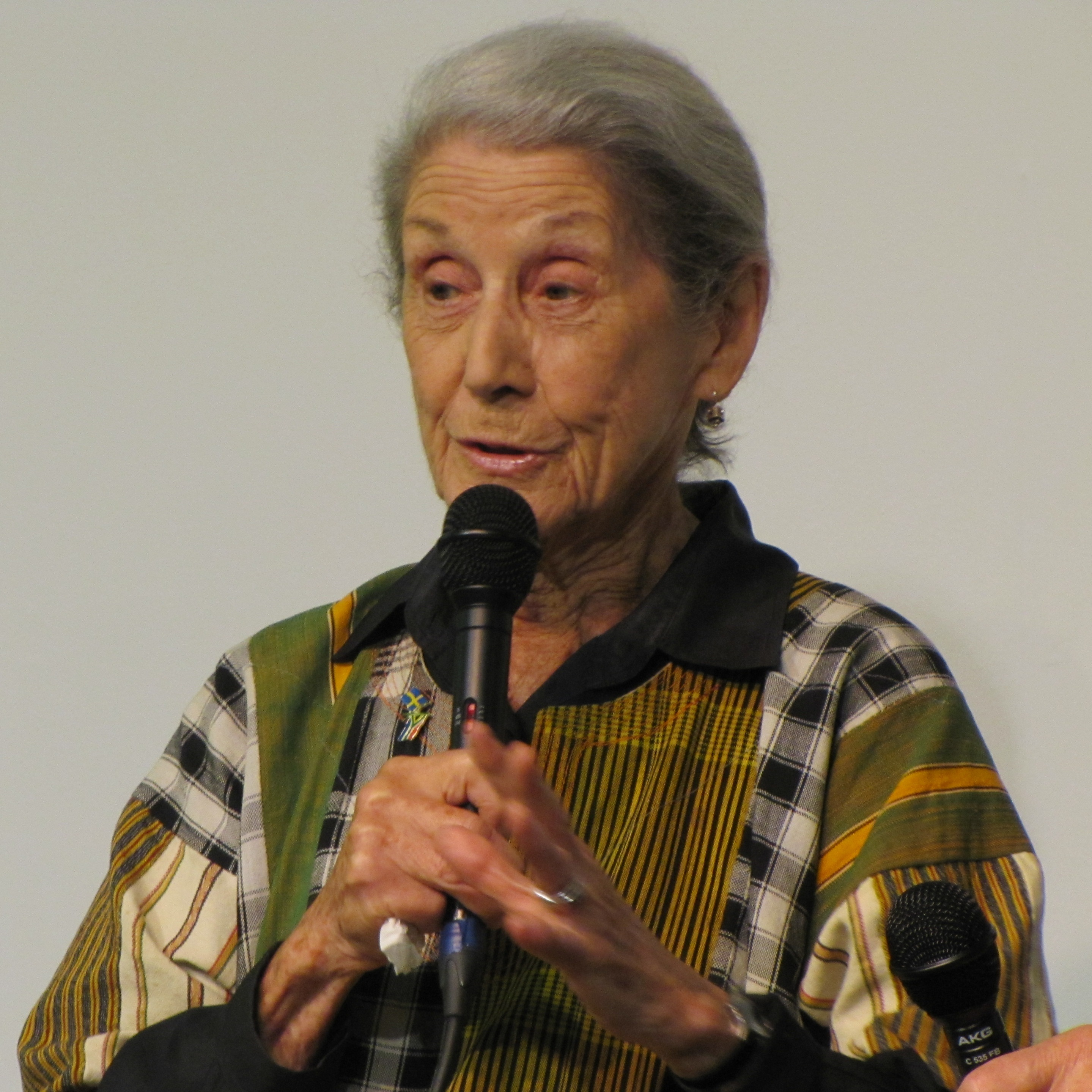
Nadine Gordimer († 2014)

- 2014: Nadine Gordimer, südafrikanische Schriftstellerin, Nobelpreisträgerin
- 2014: Lorin Maazel, US-amerikanischer Dirigent und Komponist
- 2014: Gert Voss, deutscher Schauspieler
- 2015: Philipp Mißfelder, deutscher Politiker
- 2015: Gerhard Zwerenz, deutscher Schriftsteller
- 2016: Héctor Babenco, argentinisch-brasilianischer Filmregisseur
- 2016ː Ruth Kallies, deutsche Sachbuchautorin
- 2016: Bernardo Provenzano, italienischer Verbrecher
- 2017: Clara (Cuqui) Nicola, kubanische klassische Gitarristin und Professorin
- 2017: Liu Xiaobo, chinesischer Schriftsteller, Systemkritiker und Menschenrechtler
- 2018: Annemarie Esche, deutsche Burmanistin
- 2018: Thorvald Stoltenberg, norwegischer Politiker
- 2018ː Jocelyn Vollmar, US-amerikanische Ballerina
- 2019: Eberhard Köditz, deutscher Fußballspieler
- 2019: Paolo Sardi, italienischer Kardinal
- 2020: Grant Imahara, US-amerikanischer Ingenieur und Fernsehmoderator
- 2020: Zindzi Mandela, südafrikanische Lyrikerin und Politikerin
- 2021: Naveed Alam, pakistanischer Hockeyspieler
- 2022: Charlotte Valandrey, französische Schauspielerin
- 2022: Dieter Wedel, deutscher Regisseur und Drehbuchautor
- 2024ː Shannen Doherty, US-amerikanische Schauspielerin
- 2024: Ruth Hesse, deutsche Opernsängerin (Mezzosopran, Alt)
- 2024ː Ingrīda Latimira, lettische Politikerin
- 2025: Aini Teufel, deutsche Malerin und Schriftstellerin

## Feier- und Gedenktage
- Kirchliche Gedenktage
  - Hl. Sara die Einsiedlerin, ägyptische Einsiedlerin und Gottsucherin (orthodox)
  - Hl. Heinrich II., römisch-deutscher Kaiser (evangelisch, katholisch)
  - Hl. Kunigunde von Luxemburg, römisch-deutsche Kaiserin und Klostergründerin (evangelisch, römisch-katholisch: Gebotener Gedenktag in Luxemburg, nicht gebotener Gedenktag im deutschen Sprachraum)
  - Hl. Mildred von Minster, englische Äbtissin (katholisch)
  - Hl. Silas, judäischer Begleiter des Paulus (katholisch)
- Namenstage
  - Arn[e/i/o], Heike, Heinrich, Joel, Sarah, Silas
- Sonstige
  - USA: Umarme-dein-Geek-Sein-Tag (seit 1990)[1]